# Partito Repubblicano (Stati Uniti d'America)
Il Partito Repubblicano (in inglese: Republican Party), popolarmente noto negli Stati Uniti come GOP (AFI: [ˈʤi ˈoʊ ˈpi], abbreviazione di «Grand Old Party») e come il «partito di Lincoln», è uno dei due principali partiti del sistema politico degli Stati Uniti insieme al Partito Democratico.
Ad oggi varie ideologie e posizioni politiche coesistono nel Partito; quella principale è il conservatorismo.

## Fondazione
Fu fondato col nome moderno nel 1854 da ex esponenti dei Whig e del Suolo Libero, nonché da militanti di preesistenti movimenti antischiavisti per opporsi al governo democratico dell'epoca e contrastare la temuta espansione nell'Ovest del sistema schiavistico degli Stati meridionali, posizionandosi alla sinistra del Partito Democratico nelle questioni economiche e sociali; rimane uno dei partiti più antichi del mondo tra quelli ancora attivi.
I Whig rappresentarono l'unione di diversi partiti minori, tra cui quelli Anti-Massonico e Nazionale Repubblicano. Quest'ultimo fu, a sua volta, l'unione di ex esponenti federalisti e democratico-repubblicani, i quali andarono a formare il Partito Democratico in sostegno di Andrew Jackson, mentre i nazionali repubblicani sostennero l'ex democratico-repubblicano John Quincy Adams nelle elezioni presidenziali del 1828, facendo quindi risalire i repubblicani ad entrambi i primi due partiti nazionali.

## Collocamento
Nel contesto politico statunitense odierno è ormai considerato come il partito della destra conservatrice (pur con le sue fazioni interne di centro-destra, della destra cristiana e di quella libertariana) in contrapposizione al Partito Democratico, che è invece diventato il partito liberale, considerato un'unione del liberalismo sociale e del progressismo.
Perlomeno fino alla scissione del 1912, con il posizionamento contemporaneo dei Democratici sul fronte di sinistra, e con l'avvento del New Deal del democratico Franklin Delano Roosevelt negli anni '30, il Partito Repubblicano era considerato un partito più liberal-progressista degli avversari (i conservatori-populisti democratici del Sud appoggiarono la segregazione razziale), anche se a livello locale e statale ciò non si realizzò almeno sino agli anni '80 e '90, in quanto i sudisti preferivano le politiche economiche democratiche; ciò venne meno quando entrambi i partiti appoggiarono il neoliberismo.

## Politica

### Politica economica
Promotore dell'industria nell'Ottocento e delle imprese nel Novecento, il Partito Repubblicano si è spostato verso il liberismo nelle questioni economiche, ma rimase liberal-progressista in quelle sociali perlomeno fino agli anni 1960.

### La strategia del Sud
Fu dagli anni 1950 e 1960, dominati dalla presidenza dell'eroe di guerra Dwight D. Eisenhower in un clima di guerra fredda caratterizzato dall'intensificarsi dell'anticomunismo e dalla presa di distanza dalla politica statalista del New Deal, oltre che per il movimento per i diritti civili degli anni 1960 (approvato dal Partito Democratico durante le presidenze di John Fitzgerald Kennedy e Lyndon B. Johnson) e della cosiddetta strategia del Sud che prevedeva una retorica razzista o per lo meno più accondiscendente per tali elettori per attirarsi il consenso dei bianchi del Sud, che il partito assunse definitivamente la fisionomia conservatrice moderna.
Questa strategia servì ai Repubblicani per trasformare il Sud Democratico in quello Repubblicano attuale, cambiando sempre più gli ideali razzisti che hanno sempre caratterizzato il Sud Democratico, ma che ancora oggi viene stereotipato in tale modo.

### Politica estera
Sulle questioni di politica estera entrambi i partiti Repubblicani e Democratici hanno cambiato diverse volte le rispettive politiche.
Inizialmente scettici del destino manifesto e dell'espansione a ovest a causa del problema della schiavitù che voleva fermare e che alla fine abolì sotto la presidenza di Abraham Lincoln, seppur a costo di una cruenta guerra civile negli anni 1860 contro i secessionisti schiavisti sudisti che formarono gli Stati Confederati d'America per mantenere l'Unione, i Repubblicani sono diventati imperialisti e interventisti sotto la presidenza dei progressisti William McKinley e Theodore Roosevelt e poi isolazionisti in opposizione ai Democratici guidati da Thomas Woodrow Wilson, formando il blocco della cosiddetta vecchia destra.
Durante la guerra fredda furono promotori dell'anticomunismo come i Democratici, ma con Eisenhower e i suoi sostenitori avversari dell'ultraconservatore Repubblicano Joseph McCarthy, censurato nel 1954.
A partire dagli anni 1950 e 1960 c'è un'unione nota come fusionismo tra conservatori e libertariani che porta al moderno conservatorismo del partito con la candidatura alle elezioni presidenziali del 1964 di Barry Goldwater, che seppur sconfitto dal Democratico Johnson portò all'elezione di Richard Nixon (1969-1974) e all'ascesa di Ronald Reagan (1981-1989), nonostante lo stesso Goldwater criticò l'influsso della destra cristiana.

## Struttura
Come è tipico dei partiti politici degli Stati Uniti, il Partito Repubblicano non ha forme di iscrizione a livello nazionale e l'unica forma riconosciuta di adesione è quindi una dichiarazione di appartenenza (non vincolante) ai Democratici, ai Repubblicani oppure come indipendente all'atto della registrazione per il voto (che negli Stati Uniti avviene solo su richiesta). Tale dichiarazione in alcuni Stati federati è necessaria per la partecipazione alle primarie di partito (primarie chiuse).
A livello locale il Partito Repubblicano ha comunque partiti affiliati (uno per ogni Stato federato), ciascuno dei quali può prevedere forme di adesione di vario tipo, ma in generale l'appartenenza a un partito comporta obblighi meno stringenti rispetto ai partiti politici europei. L'unico organismo centrale al vertice del partito è il Comitato nazionale Repubblicano, che non ha però il compito di fissazione del programma o di controllo dell'operato degli eletti, bensì quello di raccolta fondi e di coordinamento delle campagne elettorali nazionali e può appoggiare ufficialmente la campagna elettorale di un candidato, ma non ha la possibilità di selezionare le candidature.
Il simbolo tradizionale del Partito Repubblicano è il cosiddetto elefantino con i colori nazionali statunitensi.

## Storia

### Fondazione e primi consensi
Il partito fu fondato il 20 marzo 1854 da ex esponenti dei Whig e del Suolo Libero, nonché militanti di preesistenti movimenti antischiavisti che si unirono per dare vita a un raggruppamento in grado di opporsi all'allora in governo Partito Democratico. Il primo raduno in cui si propose di costituire un nuovo partito si tenne il 28 febbraio 1854 a Ripon (nel Wisconsin) mentre la prima manifestazione ufficiale del partito avvenne il 6 luglio a Jackson (nel Michigan).
Entrambe le località si trovano negli Stati Uniti medio-occidentali e proprio questa regione fu la prima base elettorale dei Repubblicani in quanto popolata prevalentemente da agricoltori indipendenti, che guardavano con preoccupazione alle mire espansionistiche dei grandi proprietari di schiavi del Sud in direzione dei territori dell'ovest, da poco aperti alla colonizzazione.
Successivamente ottennero consensi anche tra i ceti industriali presenti nel Stati Uniti nord-orientali, anch'essi divisi dai grandi latifondisti del Sud per ragioni economiche. Inoltre il partito ebbe l'adesione dei membri di varie chiese protestanti, contrari allo schiavismo per ragioni morali. Il primo candidato Repubblicano alle elezioni presidenziali fu John Charles Frémont, che in quelle del 1856 ottenne il 33% dei voti, troppo poco per essere eletto come presidente, ma sufficiente per dare al partito lo stato di maggiore rivale dei Democratici in una fase di trasformazione del sistema politico statunitense.

### Guerra di secessione e predominio Repubblicano
La candidatura di Abraham Lincoln alle elezioni presidenziali del 1860 ebbe successo con il 40% dei voti grazie alla spaccatura tra i Democratici del nord e del sud, che presentarono due candidati contrapposti. Il partito era composto da una fazione conservatrice guidata da Francis Preston Blair, una liberale con Lincoln e una radicale con a capo Thaddeus Stevens. Lincoln quindi fu il primo presidente Repubblicano (il partito si fregia infatti del titolo di «partito di Lincoln») e si trovò ad affrontare la secessione degli Stati meridionali e la guerra che ne seguì.

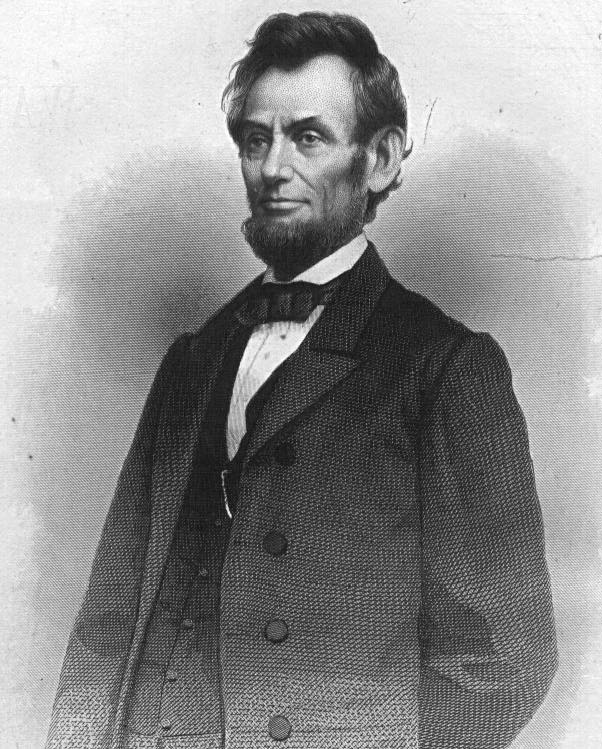
Abraham Lincoln

Lincoln vinse anche le elezioni presidenziali del 1864 tenutesi solo nei territori dell'Unione e nelle quali ebbe l'appoggio di una parte dei Democratici nel nome dell'unità nazionale e il 55% dei voti. Dopo la guerra nell'era della ricostruzione egemonizzò il sistema politico dato il discredito dei Democratici, considerati da molti come i responsabili della guerra.

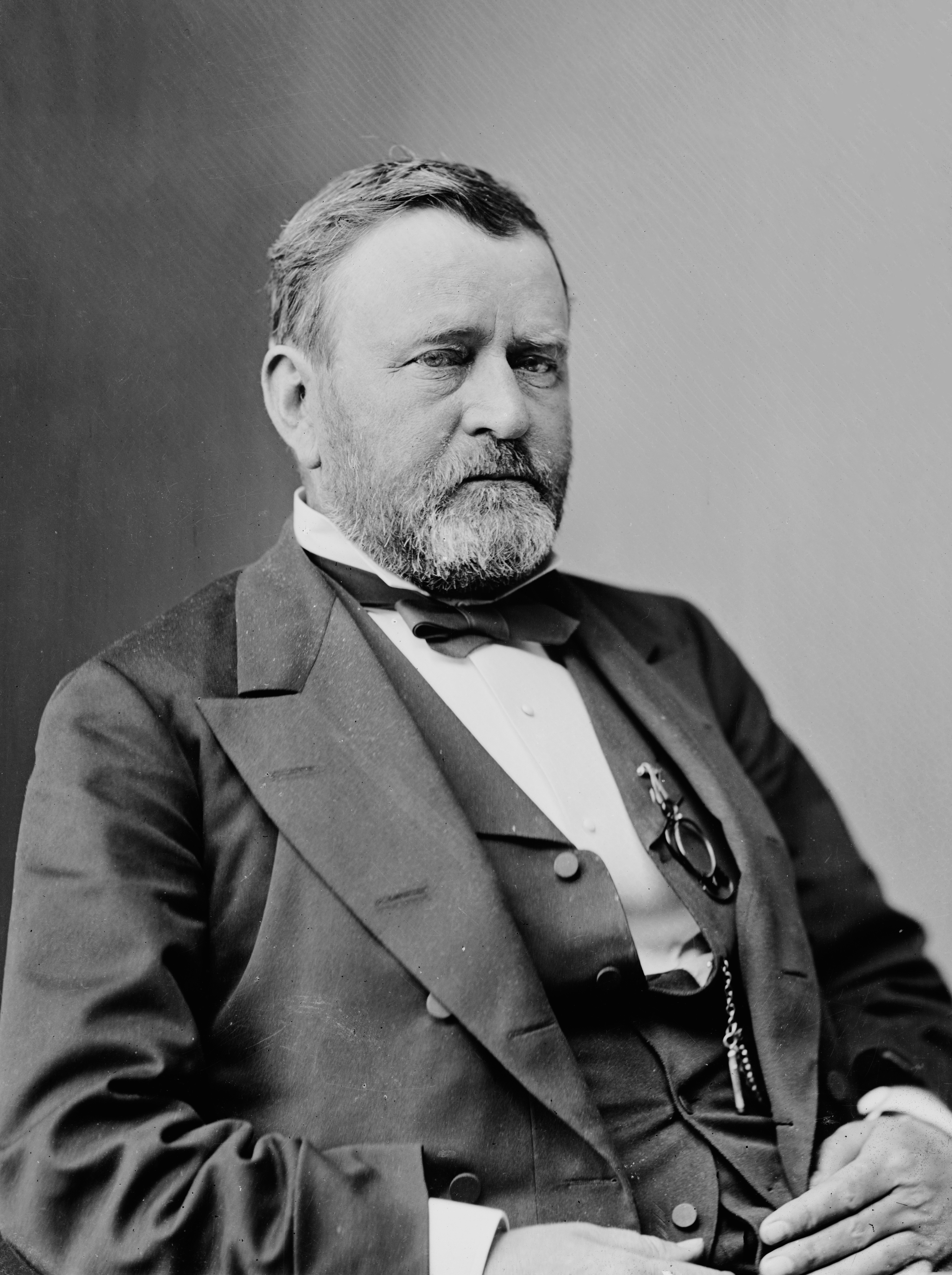
Ulysses S. Grant

La presidenza del generale Ulysses S. Grant (eletto nel 1868) fu caratterizzata da un forte ricorso al patronaggio e una parte dei Repubblicani contestarono il presidente, accusando di favorire in tal modo la corruzione attraverso la promozione dell'appartenenza al partito anziché della competenza dei funzionari. Grant fu comunque rieletto alle elezioni presidenziali del 1872. Una volta conclusasi la fase di occupazione militare nel Sud i Repubblicani finirono col rinunciare a proteggere gli ex schiavi neri liberati, che quindi non poterono godere di un reale riconoscimento di pieni diritti civili e politici, ma nel 1872 i primi senatori e deputati di colore erano Repubblicani.
I Repubblicani vinsero anche le elezioni presidenziali del 1876 e quelle del 1880, mantenendo una posizione favorevole agli interessi dell'industria del nord, con il sostegno al sistema aureo, a politiche protezioniste in fatto di commercio internazionale e finanziamenti pubblici e leggi di favore per università e infrastrutture ferroviarie. Sconfitti alle elezioni presidenziali del 1884 per la prima volta da un quarto di secolo dal Democratico Grover Cleveland, i Repubblicani tornarono al governo con le elezioni presidenziali del 1888.
Nel 1890 i Repubblicani fecero passare la prima legge antimonopolio, ma l'introduzione di una forte tariffa protezionistica favorì una nuova vittoria di Cleveland alle elezioni presidenziali del 1892. I consensi dei Democratici furono però indeboliti da una grave crisi economica scoppiata nel 1893, confermando in molti la reputazione dei Repubblicani come unico partito in grado di favorire l'industria.
A parte il caso particolare del sud dove il Partito Repubblicano era praticamente inesistente, nel resto degli Stati Uniti le divergenze tra i due grandi partiti erano comunque legate, oltre che alle scelte di politica economica (con i Repubblicani tendenzialmente protezionisti e i Democratici favorevoli al libero commercio), all'appartenenza etnica e religiosa degli elettori. I Repubblicani tendevano infatti a essere protestanti provenienti dalla Gran Bretagna o dalla Scandinavia (tra i quali erano forti le posizioni dei proibizionisti) mentre gli immigrati cattolici irlandesi e italiani e gli immigrati tedeschi erano prevalentemente Democratici.

### Era progressista

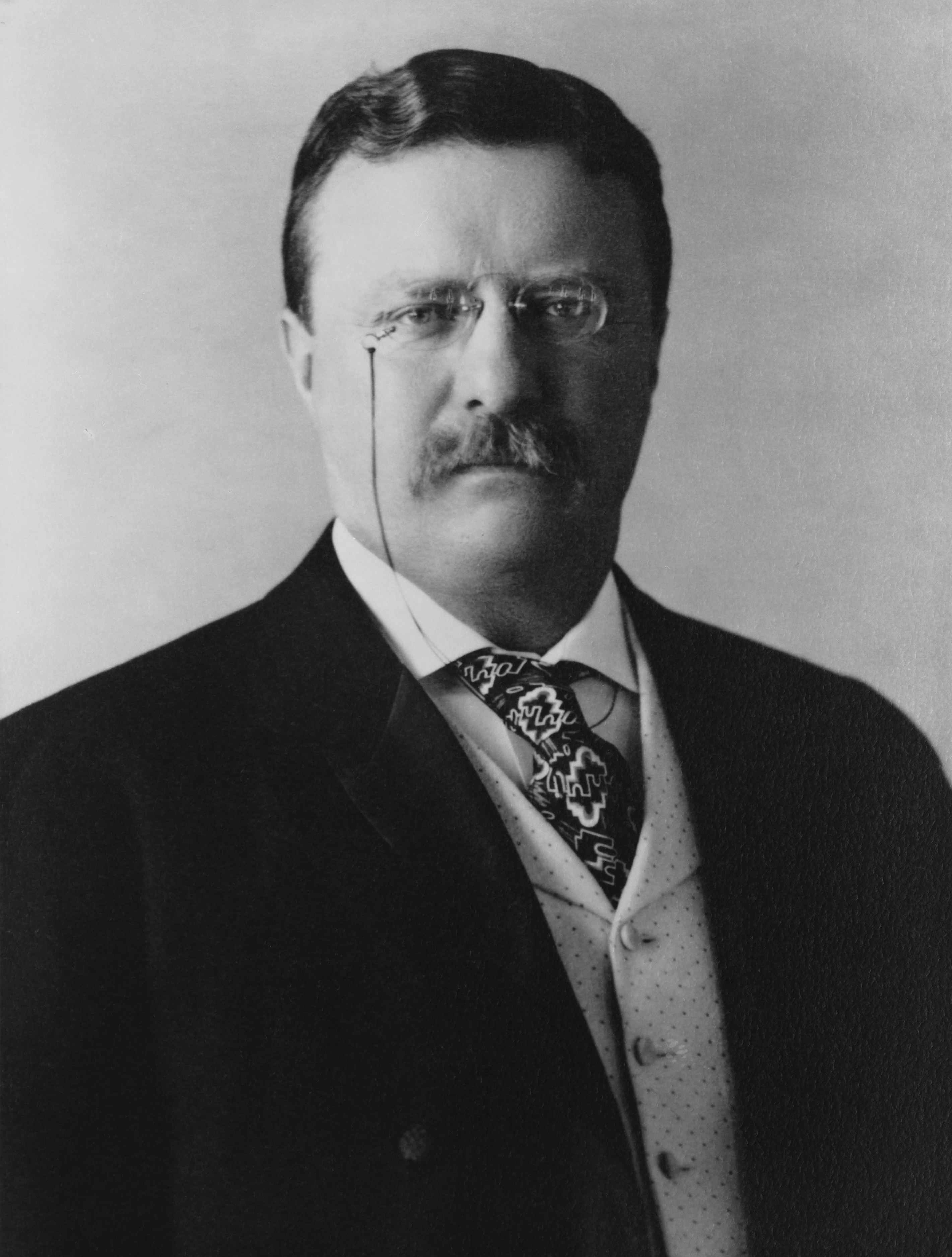
Theodore Roosevelt

La crisi economica del 1893 consentì al Repubblicano William McKinley di vincere le elezioni presidenziali del 1896 con il 51% dei voti, un risultato che fu una svolta nella storia politica degli Stati Uniti in quanto segnò un periodo di netta prevalenza di consensi per il Partito Repubblicano. McKinley affrontò la crisi economica puntando sui tradizionali temi dei Repubblicani, ovvero protezionismo e sistema aureo.
Rieletto nel 1900, McKinley fu ucciso da un anarchico l'anno seguente e sostituito alla presidenza dal vicepresidente Theodore Roosevelt, che si caratterizzò per l'ampio ricorso alla legge antimonopolio del 1890 che fin lì aveva trovato poca applicazione, venendo confermato alle elezioni presidenziali del 1904. Roosevelt lasciò il posto nelle elezioni presidenziali del 1908 a William Howard Taft, ma in quelle del 1912 decise di ricandidarsi come capo politico della sinistra dei Repubblicani. Il vertice del partito ricandidò Taft e Roosevelt si presentò con il Partito Progressista, con il voto Repubblicano che si trovò così spaccato in due.
Dopo la vittoria del Democratico Wilson alle elezioni presidenziali del 1920 il Repubblicano Warren G. Harding vinse con il 60% dei voti con una campagna critica nei confronti della Società delle Nazioni e per il ritorno al protezionismo e a una politica favorevole agli interessi della grande industria. Tuttavia Harding morì nel 1923 mentre la sua amministrazione era colpita da accuse di corruzione e fu quindi sostituito dal vicepresidente Calvin Coolidge. Coolidge venne confermato nelle elezioni presidenziali del 1924 con il 54% dei voti mentre il nuovo Partito Progressista presentò una candidatura autonoma con a capo Robert M. La Follette che ottenne il 17%.
Coolidge non si ripresentò alle elezioni presidenziali del 1928 e venne eletto Herbert Hoover con il 58%. Proprio sotto Hoover però si verificò il grande crollo di Wall Street del 1929, cui fece seguito la grande depressione, che segnò una grande svolta nella storia politica degli Stati Uniti. Infatti il Partito Democratico ottenne la presidenza alle elezioni presidenziali del 1932 con Franklin Delano Roosevelt (lontano cugino del presidente Theodore Roosevelt) ed egemonizzò il sistema politico per circa vent'anni. Il voto delle grandi città si spostò massicciamente verso i Democratici, così come quello degli afroamericani, che dalla fine della guerra di secessione votavano tradizionalmente per i Repubblicani.

### Opposizione al New Deal
Entrato in carica nel 1933, Roosevelt presentò una serie di riforme incentrate sull'ampliamento dell'intervento pubblico nell'economia, il cosiddetto New Deal (nuovo corso).
Il consenso di queste misure fu mostrato dal trionfo Democratico alle elezioni intermedie del 1934. La seconda fase del New Deal provocò una divisione in entrambi i partiti, in quanto una minoranza di Repubblicani era sostanzialmente favorevole, mentre una parte dei Democratici del Sud si avvicinò alle posizioni dei Repubblicani conservatori guidati da Robert Taft (figlio dell'ex presidente William Howard Taft).
Di conseguenza sebbene i Democratici avessero la maggioranza sia alla Camera dei rappresentanti sia al Senato, dal 1937 fino al 1964 il Congresso fu in pratica controllato da una maggioranza di fatto conservatrice.

### Dopoguerra

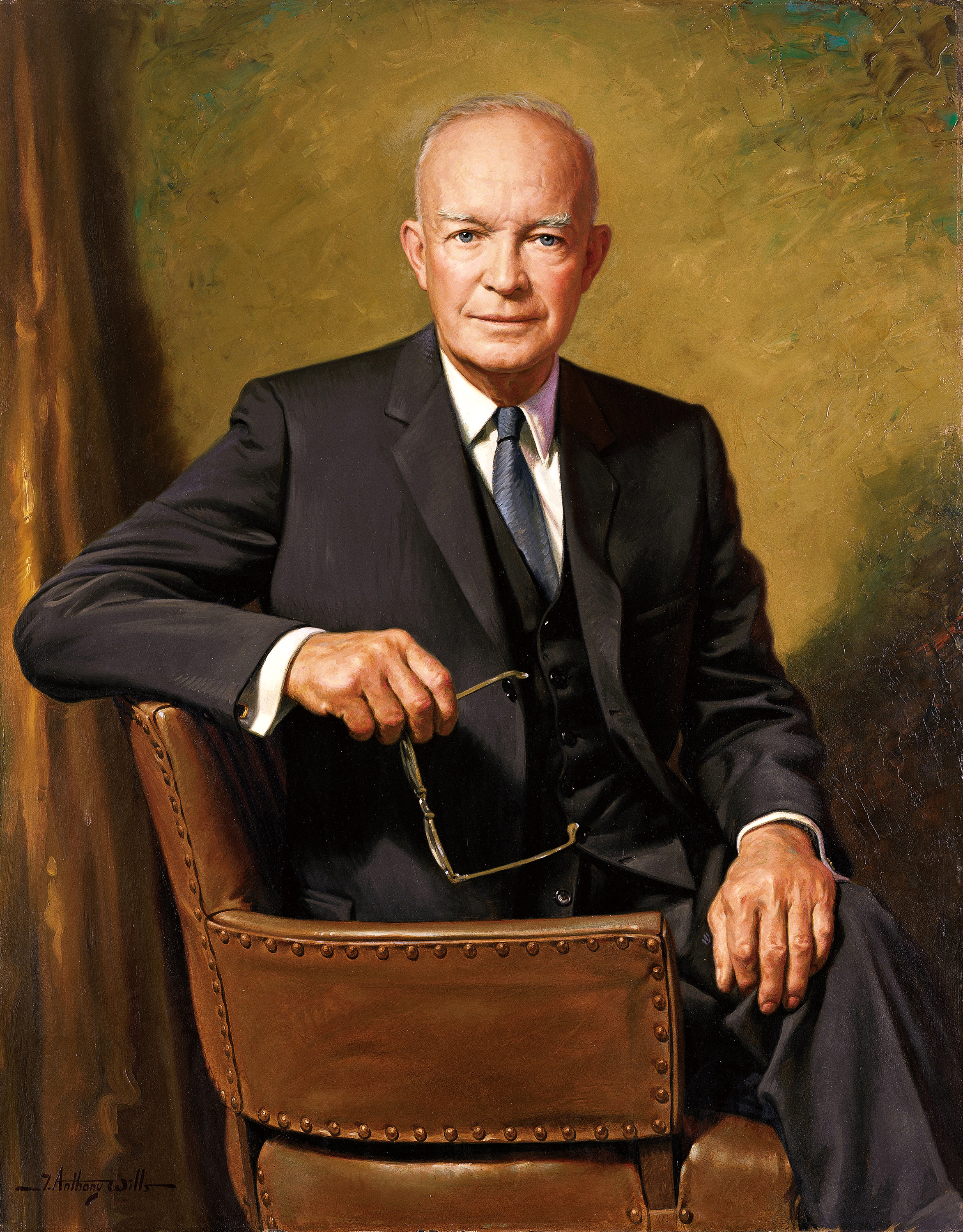
Dwight D. Eisenhower

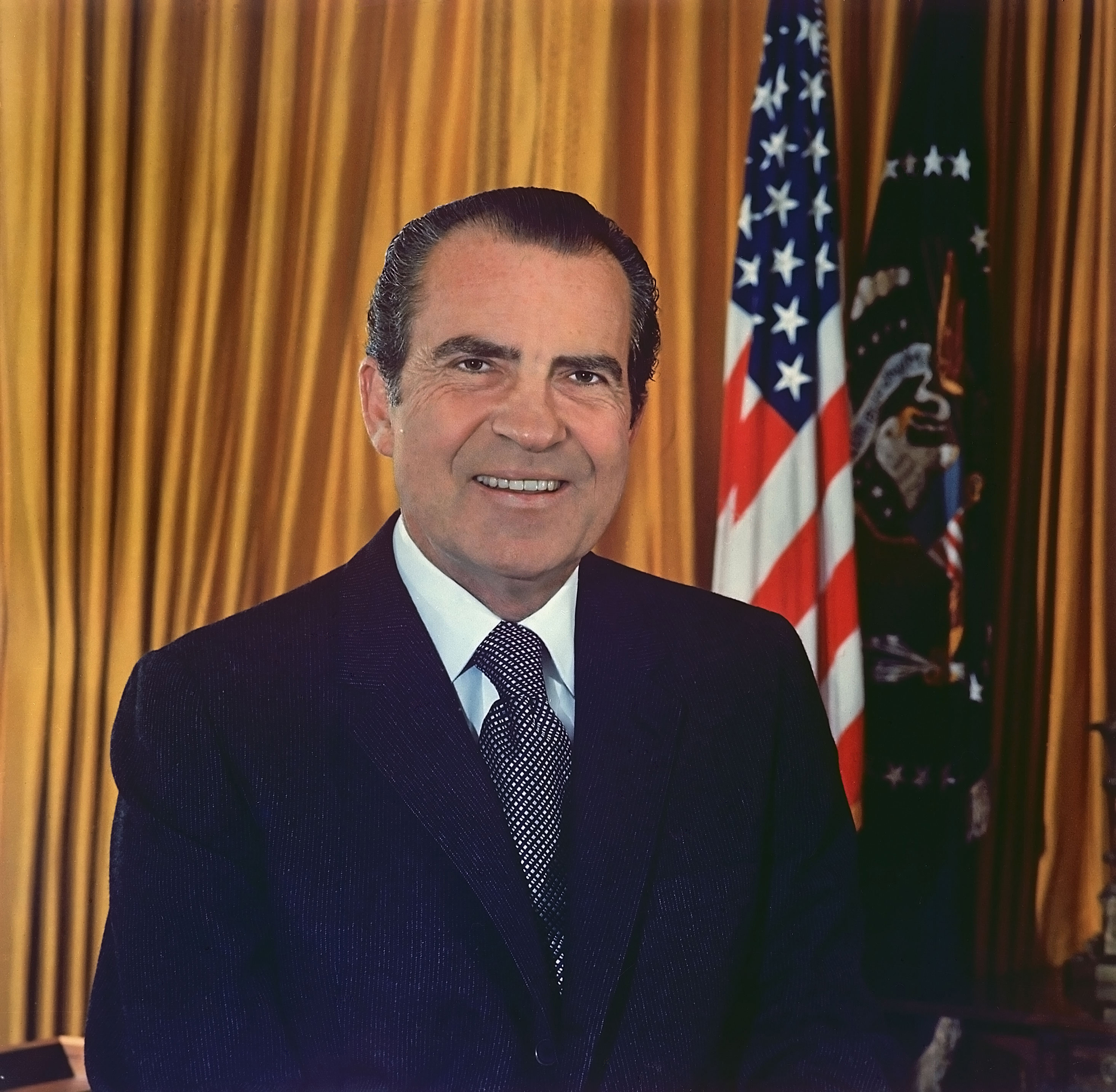
Richard Nixon

Dopo la seconda guerra mondiale e la morte di Roosevelt i Repubblicani riconquistarono il Congresso nel 1946 con una campagna elettorale volta a ridurre il potere dei sindacati. Tuttavia solamente alle elezioni presidenziali del 1952 i Repubblicani riguadagnarono la presidenza con l'ex generale Dwight D. Eisenhower, il quale comunque mantenne sostanzialmente il New Deal e si schierò a favore di una politica attiva sulla scena internazionale contro l'isolazionismo di molti Repubblicani. Dopo avere rivinto le elezioni presidenziali del 1956 i Repubblicani attesero quelle del 1968 per riottenere la presidenza con Richard Nixon, già vicepresidente con Eisenhower. Affossato dallo scandalo Watergate, Nixon fu costretto a dimettersi nel 1974 e a lasciare la presidenza a Gerald Ford, sconfitto alle elezioni presidenziali del 1976.
Alle elezioni presidenziali del 1980 Ronald Reagan riportò una netta vittoria da parte del Partito Repubblicano. Questo risultato provocò una svolta nel Partito Repubblicano in quanto mise definitivamente in minoranza la corrente dei moderati, tendenzialmente favorevoli al New Deal e contrari a tagli alle tasse che potessero provocare debito nel bilancio pubblico.
La vittoria di Reagan fu dovuta anche al completamento di un processo di spostamento dell'elettorato iniziato nei decenni precedenti che vide da una parte il passaggio di voti dal Partito Democratico al Partito Repubblicano nel sud e dall'altra uno spostamento dal Partito Repubblicano al Partito Democratico nel nord-est del Paese.

### Anni di Reagan

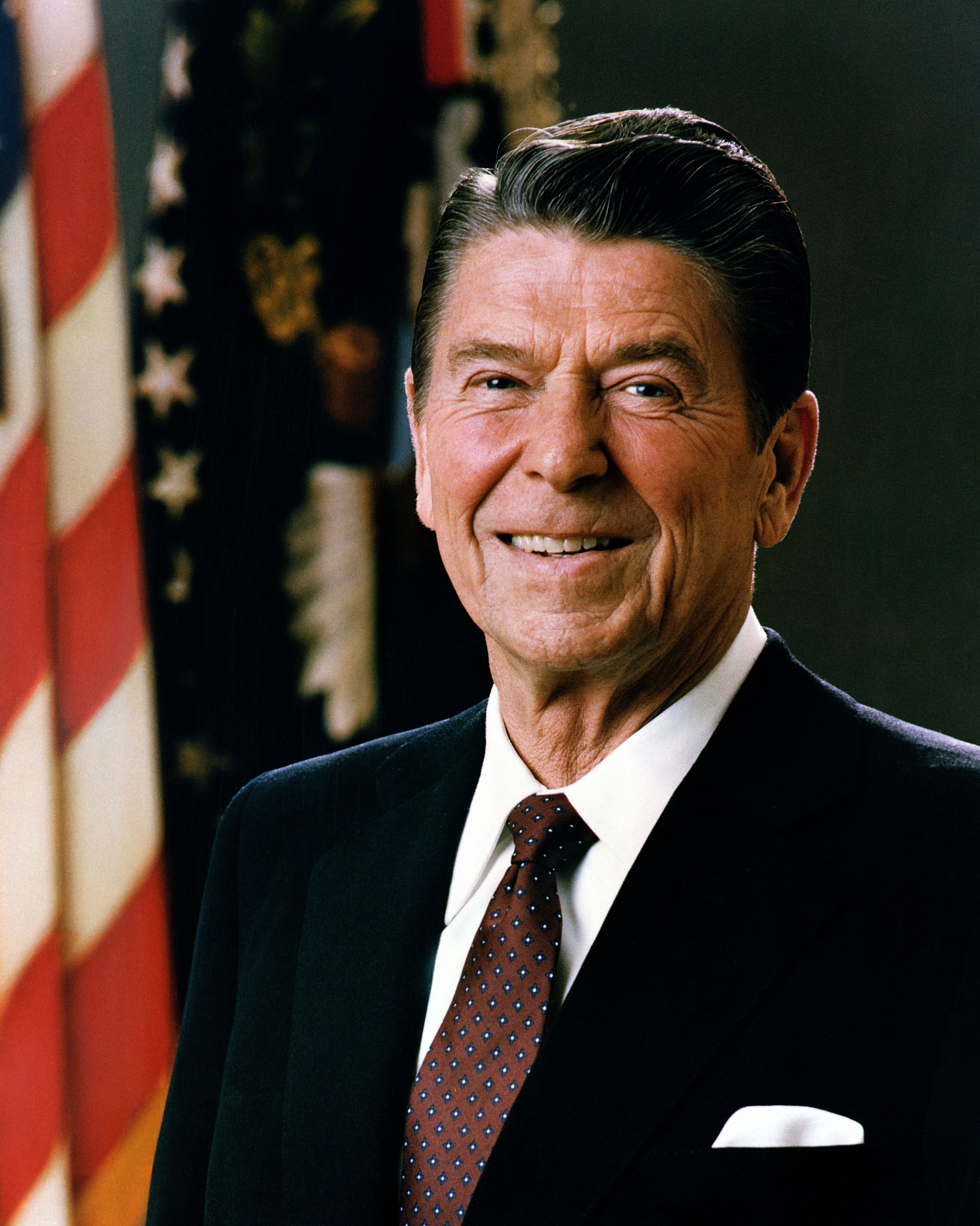
Ronald Reagan

L'elezione di Reagan nel 1980 fu l'inizio di un profondo mutamento nel comportamento elettorale degli statunitensi e nei programmi politici repubblicani, che portò a uno spostamento di settori della classe operaia e del ceto medio bianco, nazionalista e timoroso di riforme troppo liberali nel settore dei diritti civili, a favore dei repubblicani (i cosiddetti Democratici di Reagan).
Peraltro, molte delle riforme di Reagan furono appoggiate al Congresso da molti deputati e senatori democratici. La prima ampia vittoria di Reagan nel 1980 fu seguita da una seconda ed ancor più ampia vittoria alle elezioni presidenziali del 1984, dove Reagan prevalse in 49 Stati federati su 50: gli sfuggì solo il Minnesota, lo Stato natale dello sfidante, il democratico Walter Mondale.

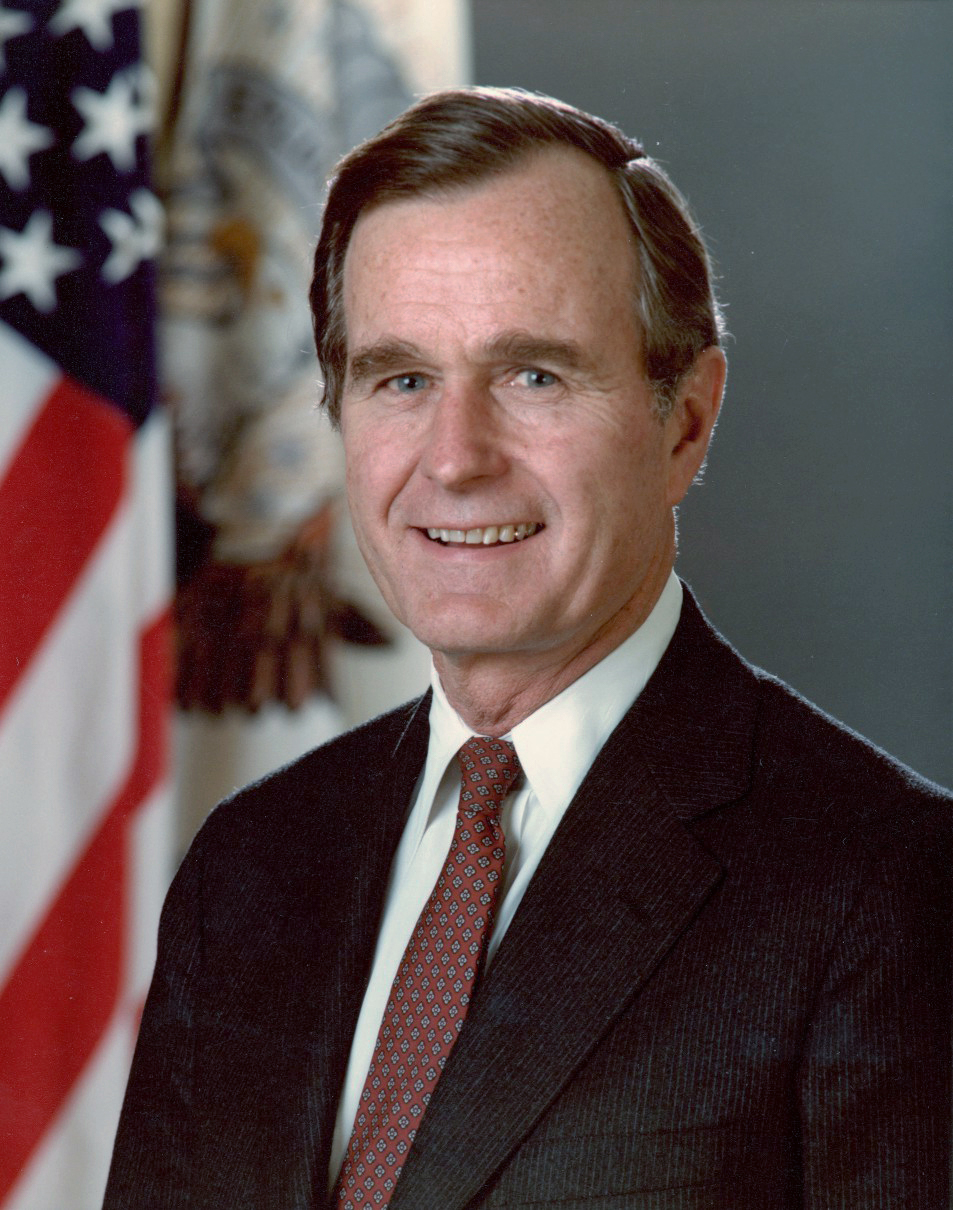
George H. W. Bush

In campo economico l'era reaganiana si caratterizzò per il successo nella riduzione dell'inflazione e, nel secondo mandato, per una buona crescita del PIL, seppur a fronte di un notevole incremento del debito di bilancio e commerciale. In politica estera Reagan scelse la linea dura nei confronti del blocco sovietico e fortemente interventista in Sud America, ma al tempo stesso instaurò un rapporto di collaborazione con il capo sovietico Michail Gorbačëv. Con il successore di Reagan, George H. W. Bush, la guerra fredda terminò con la vittoria degli Stati Uniti.
Alle elezioni presidenziali del 1992 fu eletto presidente il democratico Bill Clinton, ma, nelle elezioni parlamentari del 1994, i repubblicani conquistarono la maggioranza in entrambi rami del Congresso per la prima volta dal 1954 grazie all'efficace campagna guidata dal presidente del partito alla Camera Newt Gingrich e caratterizzata da un programma definito Contratto con l'America, che conteneva in campo economico idee ispirate alla scuola dell'economia dell'offerta (supply-side economics), ossia meno tasse e meno regolamentazione.
I repubblicani mantennero la doppia maggioranza fino al 2006 (tranne che nel 2001 e 2002 al Senato), ma Clinton fu rieletto alle elezioni presidenziali del 1996.

### Da Bush a Trump

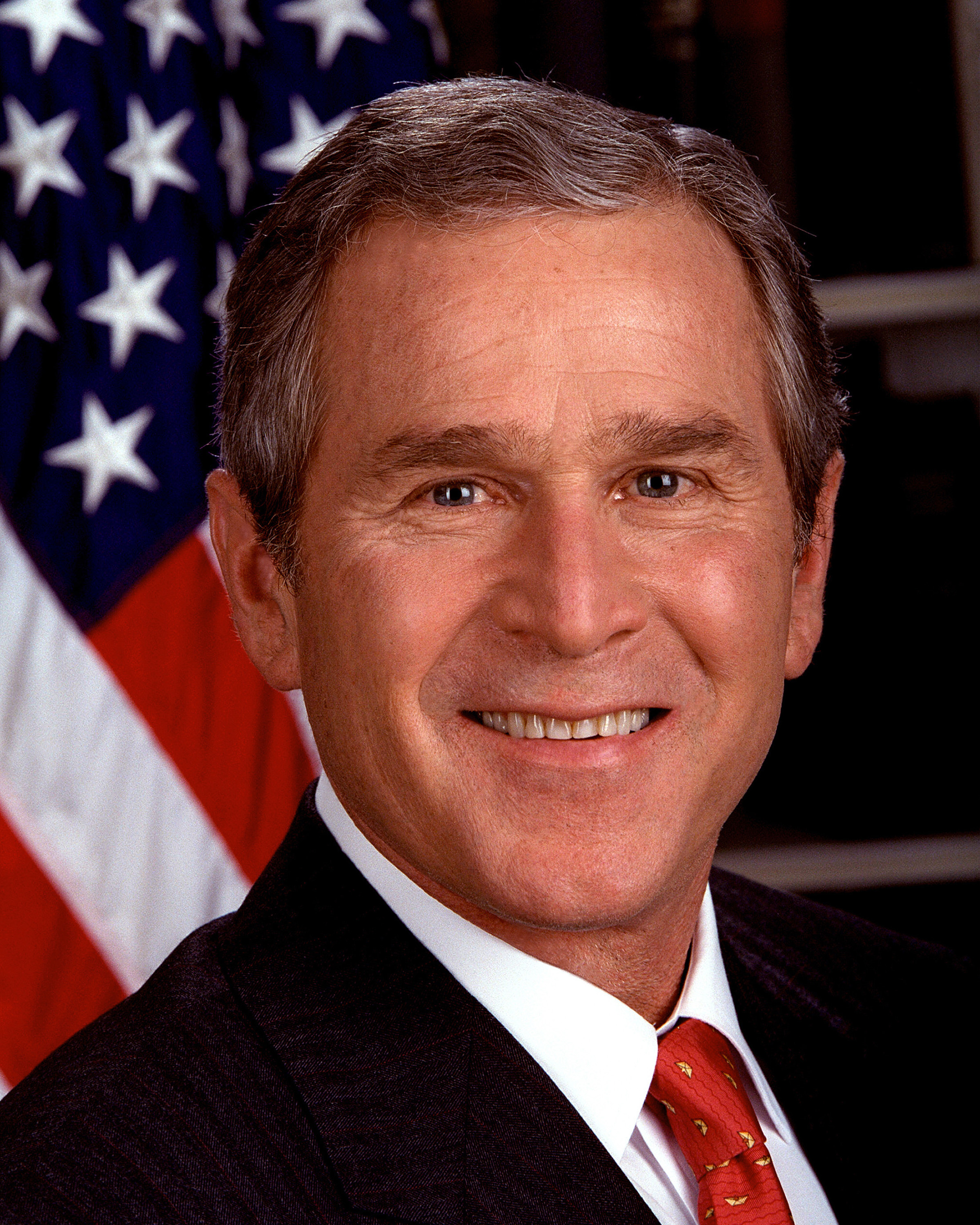
George W. Bush

Alle elezioni presidenziali del 2000 fu eletto George W. Bush, figlio di George H. W. Bush, rappresentante del conservatorismo sociale e sostenitore degli alti valori morali del cristianesimo statunitense, soprattutto nella sua componente evangelica. Gli attentati dell'11 settembre spinsero Bush a porre l'accento soprattutto sui temi di politica estera con la cosiddetta guerra al terrorismo globale, il concetto di guerra preventiva e il rafforzamento del potere esecutivo in nome della difesa della sicurezza nazionale. Alle elezioni presidenziali del 2004 Bush fu confermato alla presidenza, ma nelle elezioni parlamentari del 2006 il partito perse il controllo di entrambi rami del Congresso. Alle elezioni presidenziali del 2008 il candidato repubblicano John McCain, senatore dell'Arizona presentatosi con la governatrice dell'Alaska Sarah Palin come candidata per la vicepresidenza, fu sconfitto da Barack Obama (46% contro il 53% dei voti popolari e 173 grandi elettori contro i 365 di Obama).
Battuti da Obama, primo presidente statunitense afroamericano eletto, i repubblicani furono spinti dal nuovo movimento protestatario originato dal basso (il Tea Party), contrario sia alle misure economiche intraprese dall'amministrazione Obama e soprattutto alla contestatissima riforma sanitaria, vincendo alcune elezioni parziali già nel 2009, tra cui la carica di governatore della Virginia con Bob McDonnell e il seggio vacante, occupato per decenni da Ted Kennedy, come senatore del Massachusetts (uno Stato storicamente a maggioranza Democratica) con Scott Brown nel gennaio 2010. Questi successi anticiparono il trionfo delle elezioni parlamentari del 2010, consentendo tra l'altro ai repubblicani la riconquista della maggioranza alla Camera e di molte importanti cariche a livello statale, con dimensioni che il Partito Repubblicano non aveva più conosciuto dai tempi del New Deal. Nonostante tali successi, il Partito Repubblicano subì una nuova sconfitta alle elezioni presidenziali del 2012, in cui il presidente uscente Obama batté la coppia Repubblicana Mitt Romney-Paul Ryan con il 51% dei voti contro il 47,2% e 332 grandi elettori contro 206.

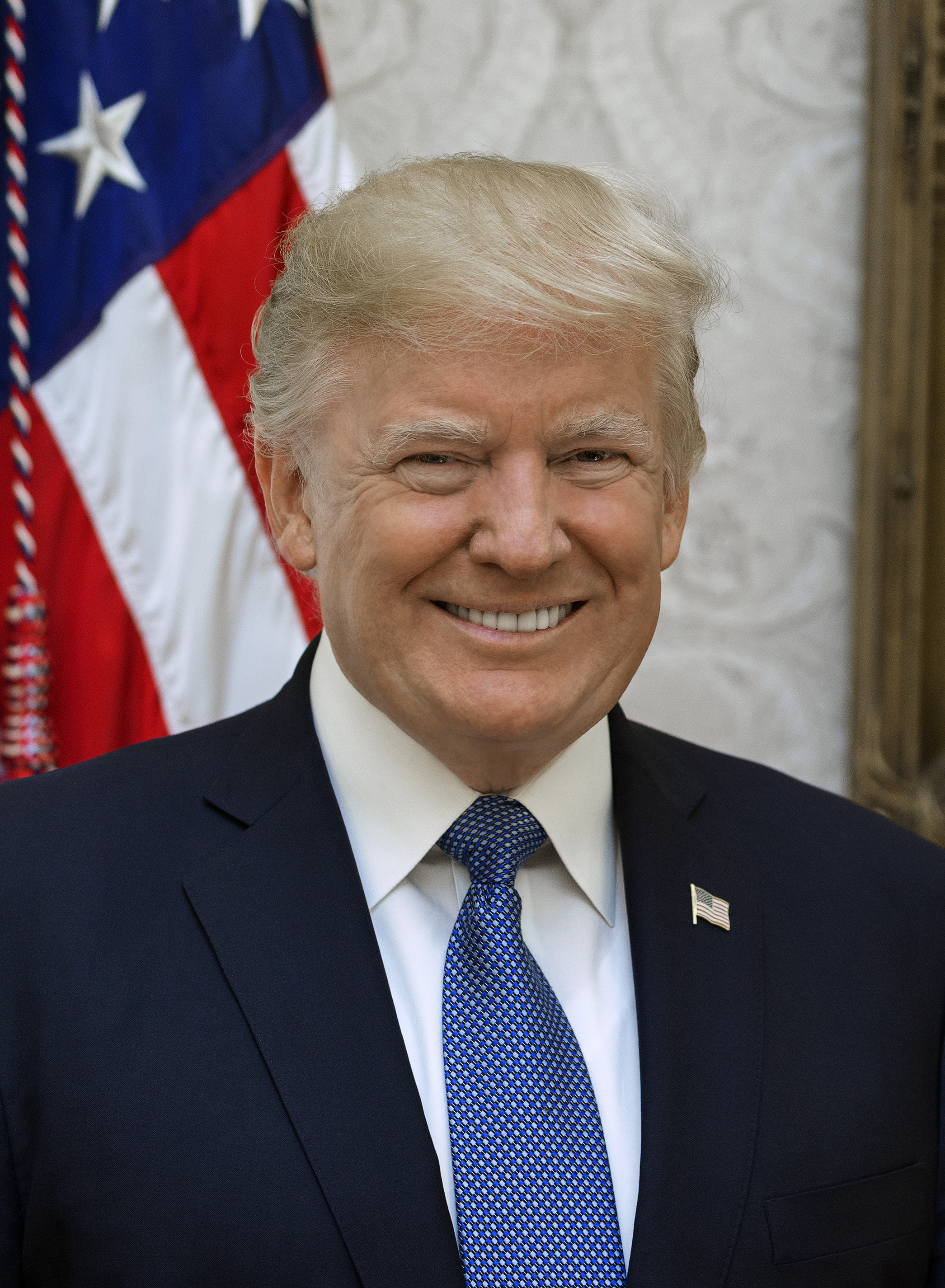
Donald Trump

In vista delle elezioni presidenziali del 2016 il miliardario newyorchese Donald Trump, senza avere mai ricoperto alcuna carica politica, si è imposto inaspettatamente dopo aver eliminato alle primarie sedici candidati. Con lo slogan «Make America Great Again!» («Facciamo tornare grande l'America!») il programma economico è centrato sul messaggio del declino economico e commerciale degli Stati Uniti e denuncia come scelte sbagliate la politica estera delle amministrazioni Obama e Bush, soprattutto nel caos in cui versa il Medio Oriente dopo le guerre in Iraq e Libia e l'affermazione del califfato islamico. Il duo Repubblicano formato da Trump e dal suo candidato per la vicepresidenza Mike Pence, governatore dell'Indiana, ha sconfitto quello Democratico formato dall'ex Segretario di Stato Hillary Clinton e Tim Kaine, Senatore della Virginia. Aggiudicandosi 306 grandi elettori contro i 232 della sconfitta Clinton, Trump ha conquistato Stati dei Grandi Laghi come il Wisconsin (prima vittoria dal 1984 per un candidato repubblicano), la Pennsylvania e il Michigan (entrambi prima vittoria dal 1988 per i repubblicani), pur perdendo il voto popolare complessivo per più di due milioni di preferenze. Il Partito Repubblicano è così tornato alla Casa Bianca dopo otto anni, mantenendo il controllo sia della Camera sia del Senato, estendendo, inoltre, il controllo della maggioranza dei governatorati e delle legislature statali (68 delle 98 assemblee sono a maggioranza repubblicana).
Mai dal 1928 il Partito Repubblicano aveva concentrato tanto potere a livello statale e federale, ma alle elezioni parlamentari del 2018 ha perso il controllo della Camera (42 seggi in meno rispetto al precedente Congresso) e sette governatori, pur aumentando la maggioranza in Senato di due seggi, la prima volta dal 2002 che i repubblicani guadagnano seggi al Senato con il presidente in carica anch'esso repubblicano.
A seguito delle elezioni parlamentari del 2020, il partito perde anche il controllo del Senato (3 seggi in meno).

## Ideologia
Storicamente il partito era stato fondato per contrastare la temuta espansione a ovest del sistema schiavistico degli Stati meridionali democratici, quindi era inizialmente alla sinistra di quello democratico, adottando una politica abolizionista e liberale, con anche alcune sue correnti radicali. Tuttavia, il partito si è spostato sempre più a destra sin dai primi decenni del Novecento, criticando il New Deal e diventando il partito conservatore moderno. Nonostante posizioni a volte discordanti, il partito moderno esprime infatti una linea sostanzialmente unitaria e i suoi valori rispecchiano una coerente e variegata impostazione conservatrice, riconducibile alle sue fazioni interne.
In ambito economico esprime la convinzione che il libero mercato, il capitalismo e la deregolazione siano gli unici fondamenti per un'autentica prosperità. Sulla base di tali posizioni vi è l'opposizione alle politiche da parte di Barack Obama, attuate tra il 2009 e il 2017 e considerate assistenzialiste. Alcuni suoi autorevoli membri, tra i quali Paul Ryan, presidente della Camera dei rappresentanti, propongono inoltre l'abolizione delle tasse sul guadagno in conto capitale, quella riguardante l'imposta sul reddito delle società e la privatizzazione di Medicare. Le opinioni in materia di matrimoni omosessuali, aborto, eutanasia e antiproibizionismo riflettono inoltre un'impostazione di matrice conservatrice e della destra religiosa statunitense.

### Correnti interne
- Estremisti e tradizionalisti: gli estremisti rappresentano l'ala di estrema destra del partito. Sono indicati con il nome di Tea Party e si distinguono per un marcato populismo e un orientamento conservatore radicale in ambito fiscale, economico, religioso, ambientale e sociale. I tradizionalisti sono una delle correnti più antiche del conservatorismo, risalenti al nuovo umanesimo di Irving Babbitt e Paul Elmer More, gli agrari sudisti, T. S. Eliot, il distributismo britannico e i primi neoconservatori.
- Neoconservatori e paleoconservatori: rappresentano l'ala destra del partito. I neoconservatori sono a favore di una politica estera interventista, comprendendo anche l'azione militare preventiva contro precise nazioni nemiche in alcune circostanze. Molti di loro erano inizialmente legati al Partito Democratico o erano visti come liberali, ma sono ritenuti artefici della conversione dei Repubblicani a una più attiva politica estera, essendo propensi ad azioni d'attacco unilaterali con l'intento di imporre il modello occidentale ("esportare democrazia"). I paleoconservatori sono tradizionalisti con una forte diffidenza delle strutture di governo, che considerano uno Stato manageriale, oltre alle moderne ideologie. In genere sono conservatori sulle questioni sociali (porto d'armi, uso di droghe, multiculturalismo e immigrazione illegale), ma al contrario dei neoconservatori sono anche a favore del protezionismo e di una politica estera non-interventista.
- Moderati: sono noti per essere fiscalmente conservatori e socialmente liberali, oppure socialmente conservatori e fiscalmente centristi.
- Libertariani: rappresentano la parte libertariana del partito enfatizzando il libero mercato e minori controlli sulla società. Come i conservatori fiscali si oppongono alle spese governative, alle regolamentazioni e alle tasse, ma a differenza di altri membri del partito (soprattutto i conservatori sociali) sono a favore dei diritti LGBTQI, della ricerca sulle cellule staminali e dell'aborto, oltre alle privatizzazioni e del libero scambio.

## Comitato nazionale
Il Comitato nazionale repubblicano (Republican National Committee) è l'organo politico di direzione. È responsabile dello sviluppo e della promozione della piattaforma programmatica, coordina la raccolta fondi e la strategia elettorale e organizza il comitato nazionale.

### Presidenti del comitato nazionale
| N. | Nome                    | Periodo   | Stato             | Note                                         |
| -- | ----------------------- | --------- | ----------------- | -------------------------------------------- |
| 1  | Edwin D. Morgan         | 1856-1864 | New York          |                                              |
| 2  | Henry J. Raymond        | 1864-1866 | New York          |                                              |
| 3  | Marcus L. Ward          | 1866-1868 | New Jersey        |                                              |
| 4  | William Claflin         | 1868-1872 | Massachusetts     |                                              |
| 5  | Edwin D. Morgan         | 1872-1876 | New York          | Secondo mandato                              |
| 6  | Zachariah Chandler      | 1876-1879 | Michigan          |                                              |
| 7  | James Donald Cameron    | 1879-1880 | Pennsylvania      |                                              |
| 8  | Marshall Jewell         | 1880-1883 | Connecticut       |                                              |
| 9  | Dwight M. Sabin         | 1883-1884 | Minnesota         |                                              |
| 10 | Benjamin F. Jones       | 1884-1888 | New Jersey        |                                              |
| 11 | Matthew S. Quay         | 1888-1891 | Pennsylvania      |                                              |
| 12 | James S. Clarkson       | 1891-1892 | Iowa              |                                              |
| 13 | William J. Campbell     | 1892      | Illinois          | Eletto nel giugno 1892, vi rinuncia a luglio |
| 14 | Thomas H. Carter        | 1892-1896 | Montana           |                                              |
| 15 | Marcus A. Hanna         | 1896-1904 | Ohio              |                                              |
| 16 | Henry Clay Payne        | 1904      | Wisconsin         |                                              |
| 17 | George Bruce Cortelyou  | 1904-1907 | New York          |                                              |
| 18 | Harry S. New            | 1907-1908 | Indiana           |                                              |
| 19 | Frank Harris Hitchcock  | 1908-1909 | Ohio              |                                              |
| 20 | John Fremont Hill       | 1909-1912 | Maine             |                                              |
| 21 | Victor Rosewater        | 1912      | Nebraska          |                                              |
| 22 | Charles D. Hilles       | 1912-1916 | New York          |                                              |
| 23 | William R. Wilcox       | 1916-1918 | New York          |                                              |
| 24 | William Harrison Hays   | 1918-1921 | Indiana           |                                              |
| 25 | John T. Adams           | 1921-1924 | Iowa              |                                              |
| 26 | William M. Butler       | 1924-1928 | Massachusetts     |                                              |
| 27 | Hubert Work             | 1928-1929 | Colorado          |                                              |
| 28 | Claudius H. Huston      | 1929-1930 | Tennessee         |                                              |
| 29 | Simeon D. Fess          | 1930-1932 | Ohio              |                                              |
| 30 | Everett Sanders         | 1932-1934 | Indiana           |                                              |
| 31 | Henry P. Fletcher       | 1934-1936 | Pennsylvania      |                                              |
| 32 | John D. M. Hamilton     | 1936-1940 | Kansas            |                                              |
| 33 | Joseph W. Martin Jr.    | 1940-1942 | Massachusetts     |                                              |
| 34 | Harrison E. Spangler    | 1942-1944 | Iowa              |                                              |
| 35 | Herbert Brownell        | 1944-1946 | New York          |                                              |
| 36 | Carroll Reece           | 1946-1948 | Tennessee         |                                              |
| 37 | Hugh D. Scott Jr.       | 1948-1949 | Pennsylvania      |                                              |
| 38 | Guy G. Gabrielson       | 1949-1952 | New Jersey        |                                              |
| 39 | Arthur E. Summerfield   | 1952-1953 | Michigan          |                                              |
| 40 | Wesley Roberts          | 1953      | Kansas            |                                              |
| 41 | Leonard W. Hall         | 1953-1957 | New York          |                                              |
| 42 | Meade Alcorn            | 1957-1959 | Connecticut       |                                              |
| 43 | Thruston B. Morton      | 1959-1961 | Kentucky          |                                              |
| 44 | William E. Miller       | 1961-1964 | New York          |                                              |
| 45 | Dean Burch              | 1964-1965 | Arizona           |                                              |
| 46 | Ray C. Bliss            | 1965-1969 | Ohio              |                                              |
| 47 | Rogers C. B. Morton     | 1969-1971 | Maryland          |                                              |
| 48 | Bob Dole                | 1971-1973 | Kansas            |                                              |
| 49 | George H. W. Bush       | 1973-1974 | Texas             |                                              |
| 50 | Mary Louise Smith       | 1974-1977 | Iowa              | Prima donna presidente                       |
| 51 | William E. Brock III    | 1977-1981 | Tennessee         |                                              |
| 52 | Richard Richards        | 1981-1983 | Utah              |                                              |
| 53 | Frank J. Fahrenkopf Jr. | 1983-1989 | Nevada            | Insieme a Paul Laxalt fino al 1987           |
| 54 | Lee Atwater             | 1989-1991 | Carolina del Sud  |                                              |
| 55 | Clayton Keith Yeutter   | 1991-1992 | Nebraska          |                                              |
| 56 | Richard Bond            | 1992-1993 | Missouri          |                                              |
| 57 | Haley Barbour           | 1993-1997 | Mississippi       |                                              |
| 58 | Jim Nicholson           | 1997-2001 | Colorado          |                                              |
| 59 | Jim Gilmore             | 2001-2002 | Virginia          |                                              |
| 60 | Marc Racicot            | 2002-2003 | Montana           |                                              |
| 61 | Ed Gillespie            | 2003-2005 | Virginia          |                                              |
| 62 | Ken Mehlman             | 2005-2007 | Washington        |                                              |
| 63 | Mel Martinez            | 2007      | Florida           |                                              |
| 63 | Mike Duncan             | 2007-2009 | Kentucky          |                                              |
| 64 | Michael Steele          | 2009-2011 | Maryland          | Primo afroamericano eletto presidente        |
| 65 | Reince Priebus          | 2011-2017 | Wisconsin         |                                              |
| 66 | Ronna Romney McDaniel   | 2017-2024 | Michigan          |                                              |
| 67 | Michael Whatley         | 2024-oggi | Carolina del Nord |                                              |

## Storia elettorale

### Nelle elezioni congressuali
| Elezione | Camera dei rappresentanti | Camera dei rappresentanti | Senato   | Senato | Presidente              |
| Elezione | Seggi                     | +/-                       | Seggi    | +/-    | Presidente              |
| -------- | ------------------------- | ------------------------- | -------- | ------ | ----------------------- |
| 1950     | 199 / 435                 | 28                        | 47 / 96  | 5      | Harry Truman            |
| 1952     | 221 / 435                 | 22                        | 49 / 96  | 2      | Dwight D. Eisenhower    |
| 1954     | 203 / 435                 | 18                        | 47 / 96  | 2      | Dwight D. Eisenhower    |
| 1956     | 201 / 435                 | 2                         | 47 / 96  | 0      | Dwight D. Eisenhower    |
| 1958     | 153 / 435                 | 48                        | 34 / 98  | 13     | Dwight D. Eisenhower    |
| 1960     | 175 / 435                 | 22                        | 35 / 100 | 1      | John Fitzgerald Kennedy |
| 1962     | 176 / 435                 | 1                         | 34 / 100 | 1      | John Fitzgerald Kennedy |
| 1964     | 140 / 435                 | 36                        | 32 / 100 | 2      | Lyndon B. Johnson       |
| 1966     | 187 / 435                 | 47                        | 38 / 100 | 6      | Lyndon B. Johnson       |
| 1968     | 192 / 435                 | 5                         | 42 / 100 | 4      | Richard Nixon           |
| 1970     | 180 / 435                 | 12                        | 44 / 100 | 2      | Richard Nixon           |
| 1972     | 192 / 435                 | 12                        | 41 / 100 | 3      | Richard Nixon           |
| 1974     | 144 / 435                 | 48                        | 38 / 100 | 3      | Gerald Ford             |
| 1976     | 143 / 435                 | 1                         | 38 / 100 | 0      | Jimmy Carter            |
| 1978     | 158 / 435                 | 15                        | 41 / 100 | 3      | Jimmy Carter            |
| 1980     | 192 / 435                 | 34                        | 53 / 100 | 12     | Ronald Reagan           |
| 1982     | 166 / 435                 | 26                        | 54 / 100 | 1      | Ronald Reagan           |
| 1984     | 182 / 435                 | 16                        | 53 / 100 | 1      | Ronald Reagan           |
| 1986     | 177 / 435                 | 5                         | 46 / 100 | 7      | Ronald Reagan           |
| 1988     | 175 / 435                 | 2                         | 45 / 100 | 1      | George H. W. Bush       |
| 1990     | 167 / 435                 | 8                         | 44 / 100 | 1      | George H. W. Bush       |
| 1992     | 176 / 435                 | 9                         | 43 / 100 | 1      | Bill Clinton            |
| 1994     | 230 / 435                 | 54                        | 52 / 100 | 9      | Bill Clinton            |
| 1996     | 227 / 435                 | 3                         | 55 / 100 | 3      | Bill Clinton            |
| 1998     | 223 / 435                 | 4                         | 55 / 100 | 0      | Bill Clinton            |
| 2000     | 221 / 435                 | 2                         | 50 / 100 | 5      | George W. Bush          |
| 2002     | 229 / 435                 | 7                         | 51 / 100 | 1      | George W. Bush          |
| 2004     | 232 / 435                 | 3                         | 55 / 100 | 4      | George W. Bush          |
| 2006     | 202 / 435                 | 30                        | 49 / 100 | 6      | George W. Bush          |
| 2008     | 178 / 435                 | 24                        | 41 / 100 | 8      | Barack Obama            |
| 2010     | 242 / 435                 | 64                        | 47 / 100 | 6      | Barack Obama            |
| 2012     | 234 / 435                 | 8                         | 45 / 100 | 2      | Barack Obama            |
| 2014     | 247 / 435                 | 13                        | 54 / 100 | 9      | Barack Obama            |
| 2016     | 241 / 435                 | 6                         | 52 / 100 | 2      | Donald Trump            |
| 2018     | 199 / 435                 | 42                        | 53 / 100 | 1      | Donald Trump            |
| 2020     | 212 / 435                 | 13                        | 50 / 100 | 3      | Joe Biden               |
| 2022     | 222 / 435                 | 9                         | 49 / 100 | 1      | Joe Biden               |
| 2024     | 220 / 435                 | 2                         | 53 / 100 | 4      | Donald Trump            |

### Nelle elezioni presidenziali
| Elezione | Candidato               | Voti       | %     | Elettori  | %     | +/- | Esito     |
| -------- | ----------------------- | ---------- | ----- | --------- | ----- | --- | --------- |
| 1856     | John Charles Frémont    | 1 342 345  | 33,11 | 114 / 296 | 38,51 | 114 | Sconfitta |
| 1860     | Abraham Lincoln         | 1 865 908  | 39,82 | 180 / 303 | 59,41 | 66  | Vittoria  |
| 1864     | Abraham Lincoln         | 2 218 388  | 55,03 | 212 / 233 | 91,63 | 32  | Vittoria  |
| 1868     | Ulysses S. Grant        | 3 013 421  | 52,66 | 214 / 294 | 72,79 | 2   | Vittoria  |
| 1872     | Ulysses S. Grant        | 3 598 235  | 55,58 | 286 / 352 | 81,25 | 72  | Vittoria  |
| 1876     | Rutherford Hayes        | 4 034 142  | 47,92 | 185 / 369 | 50,14 | 134 | Vittoria  |
| 1880     | James A. Garfield       | 4 454 443  | 48,32 | 214 / 369 | 57,99 | 29  | Vittoria  |
| 1884     | James Blaine            | 4 856 905  | 48,28 | 182 / 401 | 45,39 | 32  | Sconfitta |
| 1888     | Benjamin Harrison       | 5 443 892  | 47,80 | 233 / 401 | 58,10 | 51  | Vittoria  |
| 1892     | Benjamin Harrison       | 5 176 108  | 43,01 | 145 / 444 | 32,66 | 88  | Sconfitta |
| 1896     | William McKinley        | 7 111 607  | 51,02 | 271 / 447 | 60,63 | 126 | Vittoria  |
| 1900     | William McKinley        | 7 228 864  | 51,64 | 292 / 447 | 65,32 | 21  | Vittoria  |
| 1904     | Theodore Roosevelt      | 7 630 457  | 56,42 | 336 / 476 | 70,59 | 44  | Vittoria  |
| 1908     | William Howard Taft     | 7 678 395  | 51,57 | 321 / 483 | 66,46 | 15  | Vittoria  |
| 1912     | William Howard Taft     | 3 486 242  | 23,17 | 8 / 531   | 1,51  | 313 | Sconfitta |
| 1916     | Charles Evans Hughes    | 8 548 728  | 46,12 | 254 / 531 | 47,83 | 246 | Sconfitta |
| 1920     | Warren Gamaliel Harding | 16 144 093 | 60,32 | 404 / 531 | 76,08 | 150 | Vittoria  |
| 1924     | Calvin Coolidge         | 15 723 789 | 54,04 | 382 / 531 | 71,94 | 22  | Vittoria  |
| 1928     | Herbert Hoover          | 21 427 123 | 58,21 | 444 / 531 | 83,63 | 62  | Vittoria  |
| 1932     | Herbert Hoover          | 15 761 254 | 39,65 | 59 / 531  | 11,11 | 385 | Sconfitta |
| 1936     | Alf Landon              | 16 679 543 | 36,54 | 8 / 531   | 1,51  | 51  | Sconfitta |
| 1940     | Wendell Willkie         | 22 347 744 | 44,78 | 82 / 531  | 15,44 | 74  | Sconfitta |
| 1944     | Thomas Dewey            | 22 017 929 | 45,89 | 99 / 531  | 18,64 | 17  | Sconfitta |
| 1948     | Thomas Dewey            | 21 991 292 | 45,07 | 189 / 531 | 35,59 | 90  | Sconfitta |
| 1952     | Dwight D. Eisenhower    | 34 075 529 | 55,18 | 442 / 531 | 83,24 | 253 | Vittoria  |
| 1956     | Dwight D. Eisenhower    | 35 579 180 | 57,37 | 457 / 531 | 86,06 | 15  | Vittoria  |
| 1960     | Richard Nixon           | 34 108 157 | 49,55 | 219 / 537 | 40,78 | 238 | Sconfitta |
| 1964     | Barry Goldwater         | 27 175 754 | 38,47 | 52 / 538  | 9,67  | 167 | Sconfitta |
| 1968     | Richard Nixon           | 31 783 783 | 43,42 | 301 / 538 | 55,95 | 249 | Vittoria  |
| 1972     | Richard Nixon           | 47 168 710 | 60,67 | 520 / 538 | 96,65 | 219 | Vittoria  |
| 1976     | Gerald Ford             | 38 148 634 | 48,02 | 240 / 538 | 44,61 | 280 | Sconfitta |
| 1980     | Ronald Reagan           | 43 903 230 | 50,75 | 489 / 538 | 90,89 | 249 | Vittoria  |
| 1984     | Ronald Reagan           | 54 455 472 | 58,77 | 525 / 538 | 97,58 | 36  | Vittoria  |
| 1988     | George H. W. Bush       | 48 886 097 | 53,37 | 426 / 538 | 79,18 | 99  | Vittoria  |
| 1992     | George H. W. Bush       | 39 104 550 | 37,45 | 168 / 538 | 31,23 | 258 | Sconfitta |
| 1996     | Bob Dole                | 39 197 469 | 40,71 | 159 / 538 | 29,55 | 9   | Sconfitta |
| 2000     | George W. Bush          | 50 456 002 | 47,87 | 271 / 538 | 50,37 | 112 | Vittoria  |
| 2004     | George W. Bush          | 62 040 610 | 50,73 | 286 / 538 | 53,16 | 15  | Vittoria  |
| 2008     | John McCain             | 59 948 323 | 45,65 | 173 / 538 | 32,16 | 113 | Sconfitta |
| 2012     | Mitt Romney             | 60 933 500 | 47,20 | 206 / 538 | 38,29 | 33  | Sconfitta |
| 2016     | Donald Trump            | 62 984 828 | 46,09 | 304 / 538 | 56,51 | 98  | Vittoria  |
| 2020     | Donald Trump            | 74 223 975 | 46,85 | 232 / 538 | 43,12 | 72  | Sconfitta |
| 2024     | Donald Trump            | 77 237 942 | 49,78 | 312 / 538 | 57,99 | 80  | Vittoria  |

## Presidenti degli Stati Uniti
1. Abraham Lincoln (1861-1865)
2. Ulysses S. Grant (1869-1877)
3. Rutherford Hayes (1877-1881)
4. James A. Garfield (1881)
5. Chester Alan Arthur (1881-1885) - non eletto, subentra a Garfield come presidente
6. Benjamin Harrison (1889-1893)
7. William McKinley (1897-1901)
8. Theodore Roosevelt (1901-1909)
9. William Howard Taft (1909-1913)
10. Warren Gamaliel Harding (1921-1923)
11. Calvin Coolidge (1923-1929)
12. Herbert Hoover (1929-1933)
13. Dwight D. Eisenhower (1953-1961)
14. Richard Nixon (1969-1974)
15. Gerald Ford (1974-1977) - non eletto, subentra prima a Spiro Agnew come vicepresidente e poi a Nixon come presidente
16. Ronald Reagan (1981-1989)
17. George H. W. Bush (1989-1993)
18. George W. Bush (2001-2009)
19. Donald Trump (2017-2021; 2025-presente)

### Galleria d'immagini

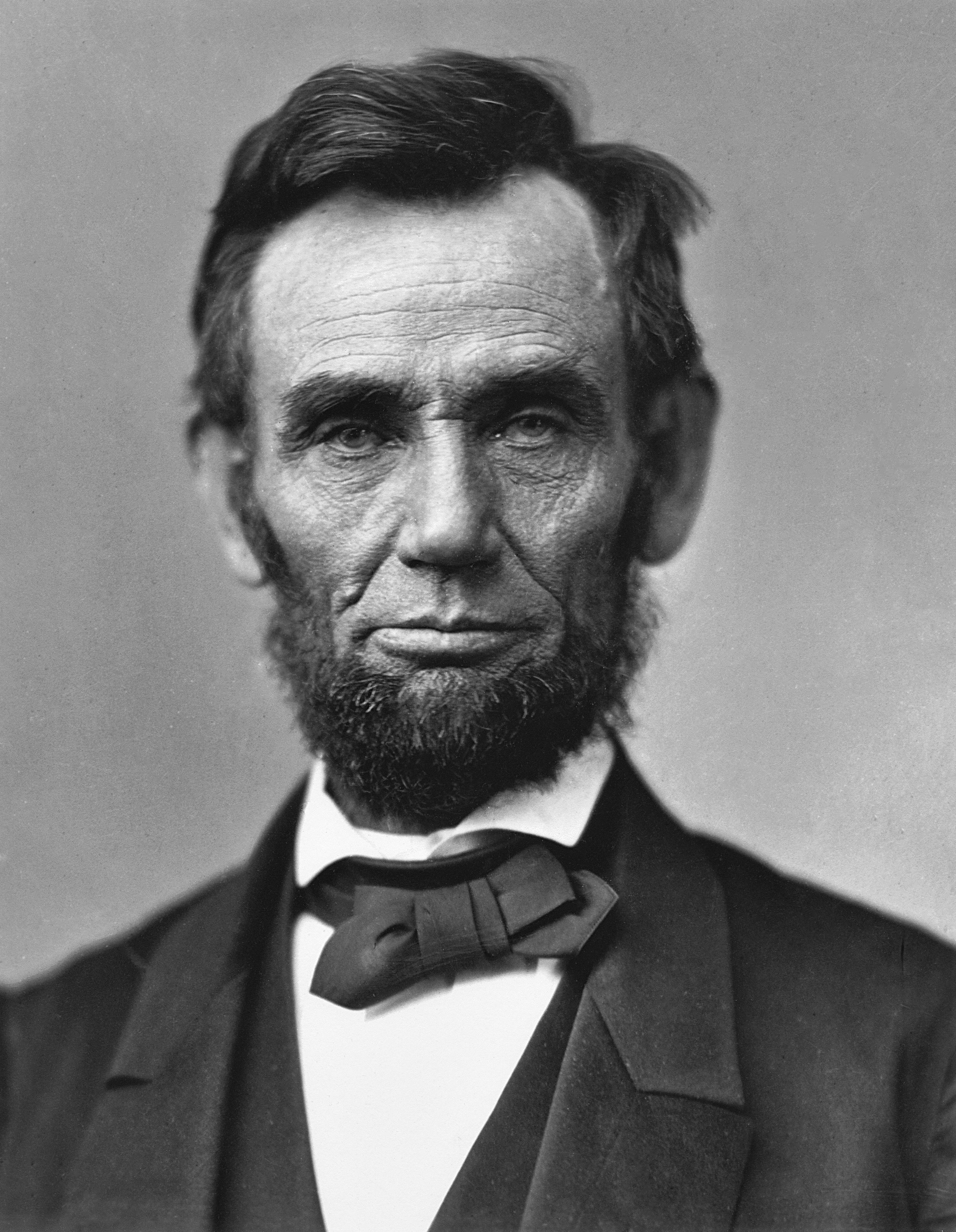
Abraham Lincoln
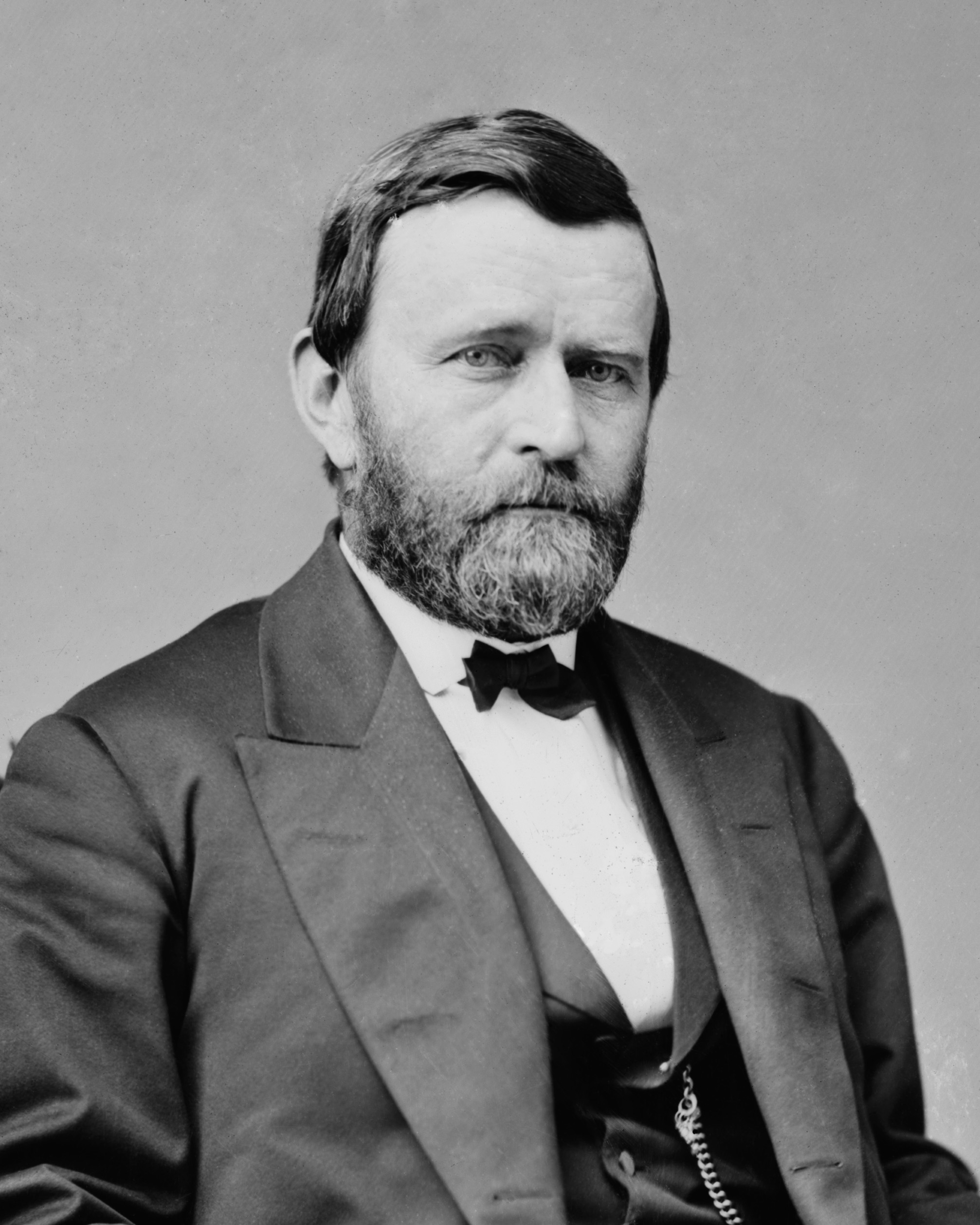
Ulysses S. Grant
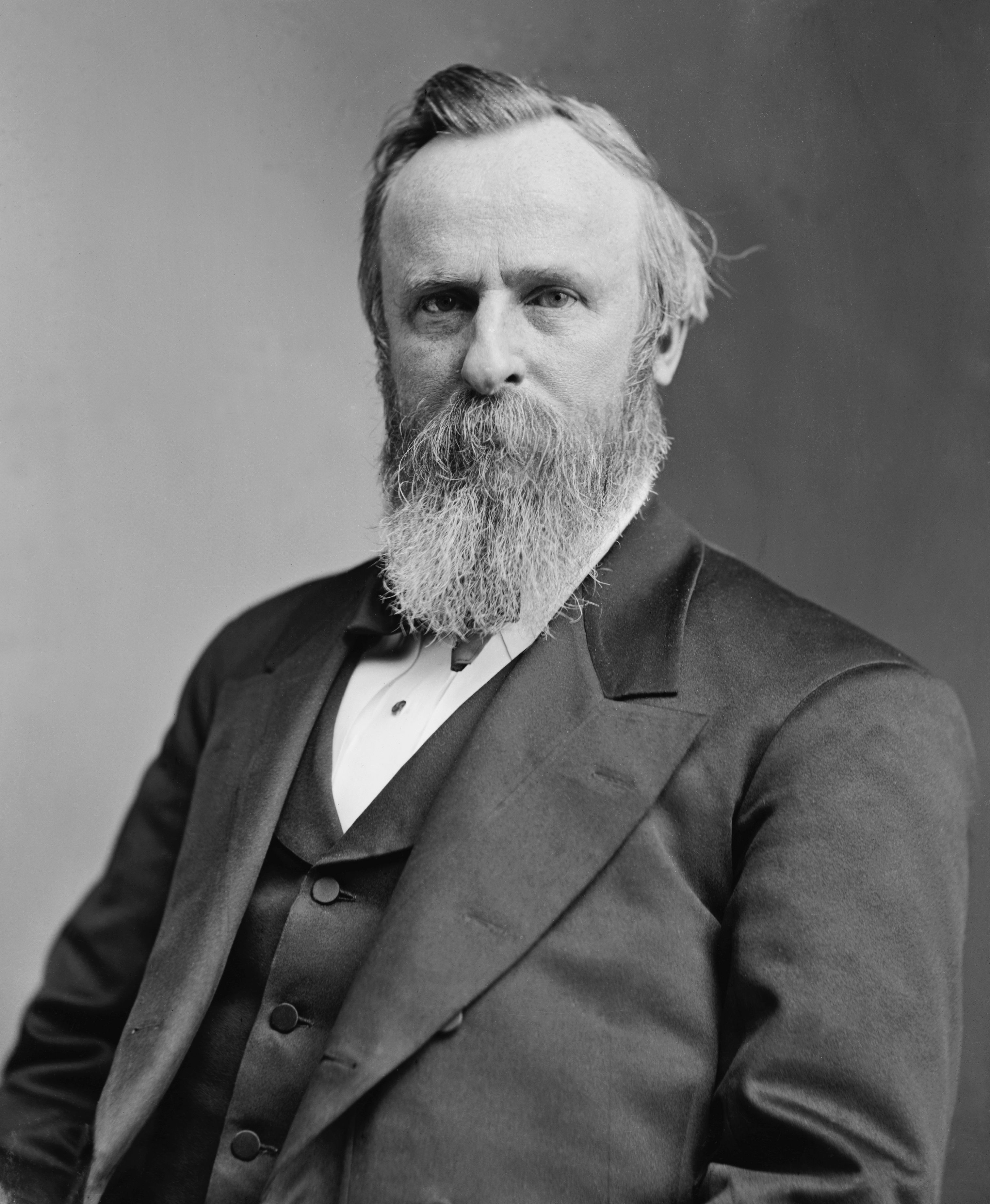
Rutherford Hayes
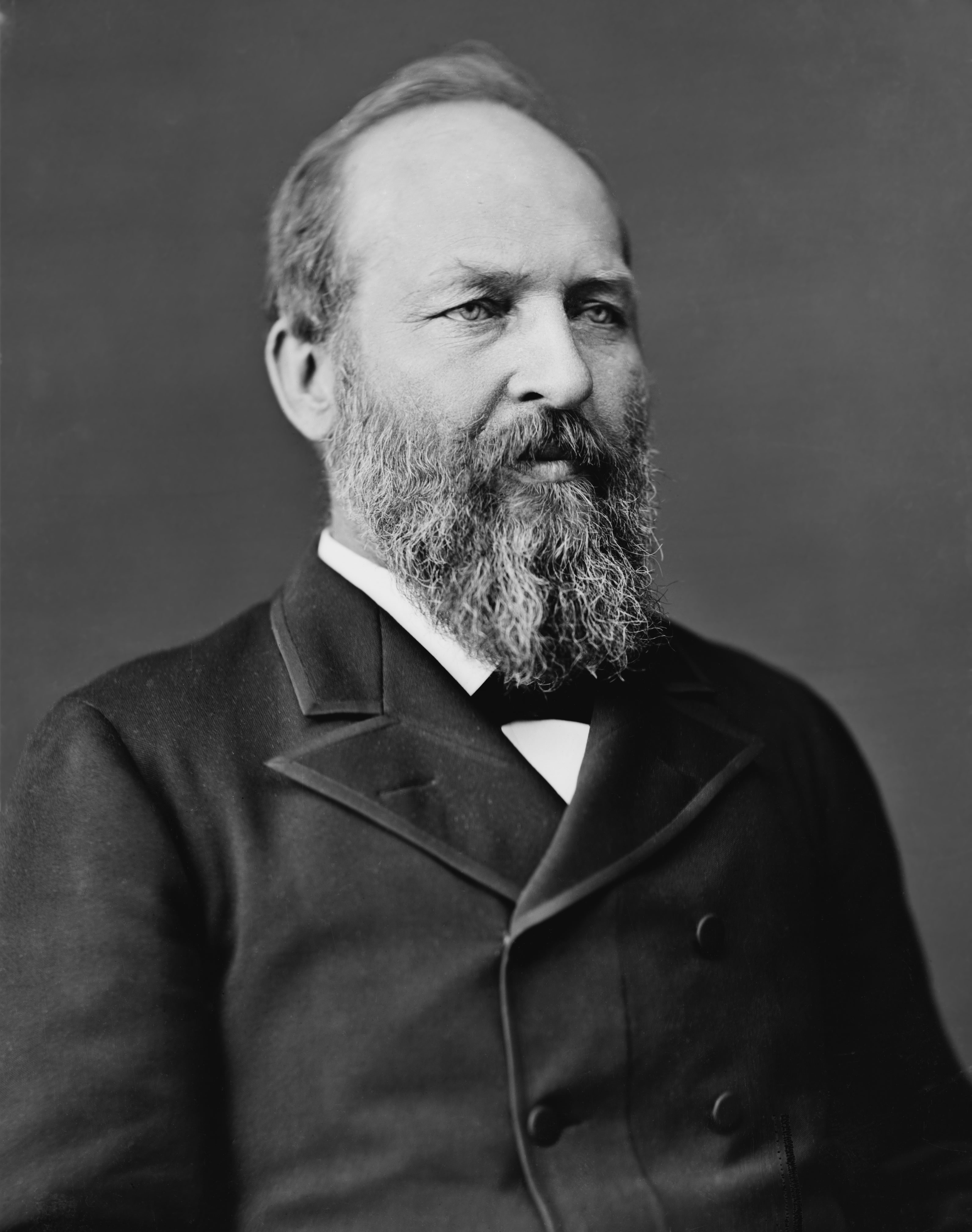
James A. Garfield
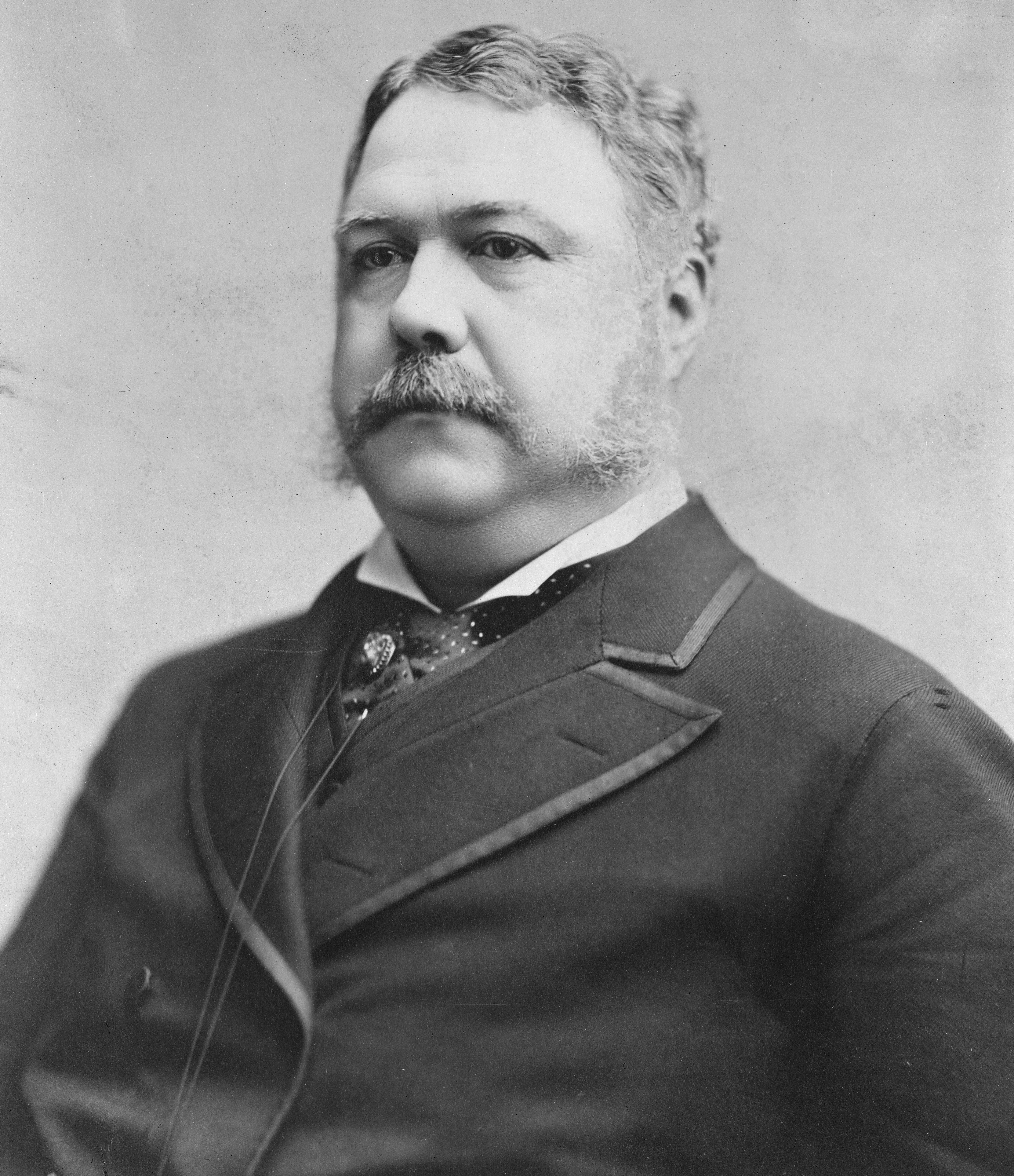
Chester Alan Arthur
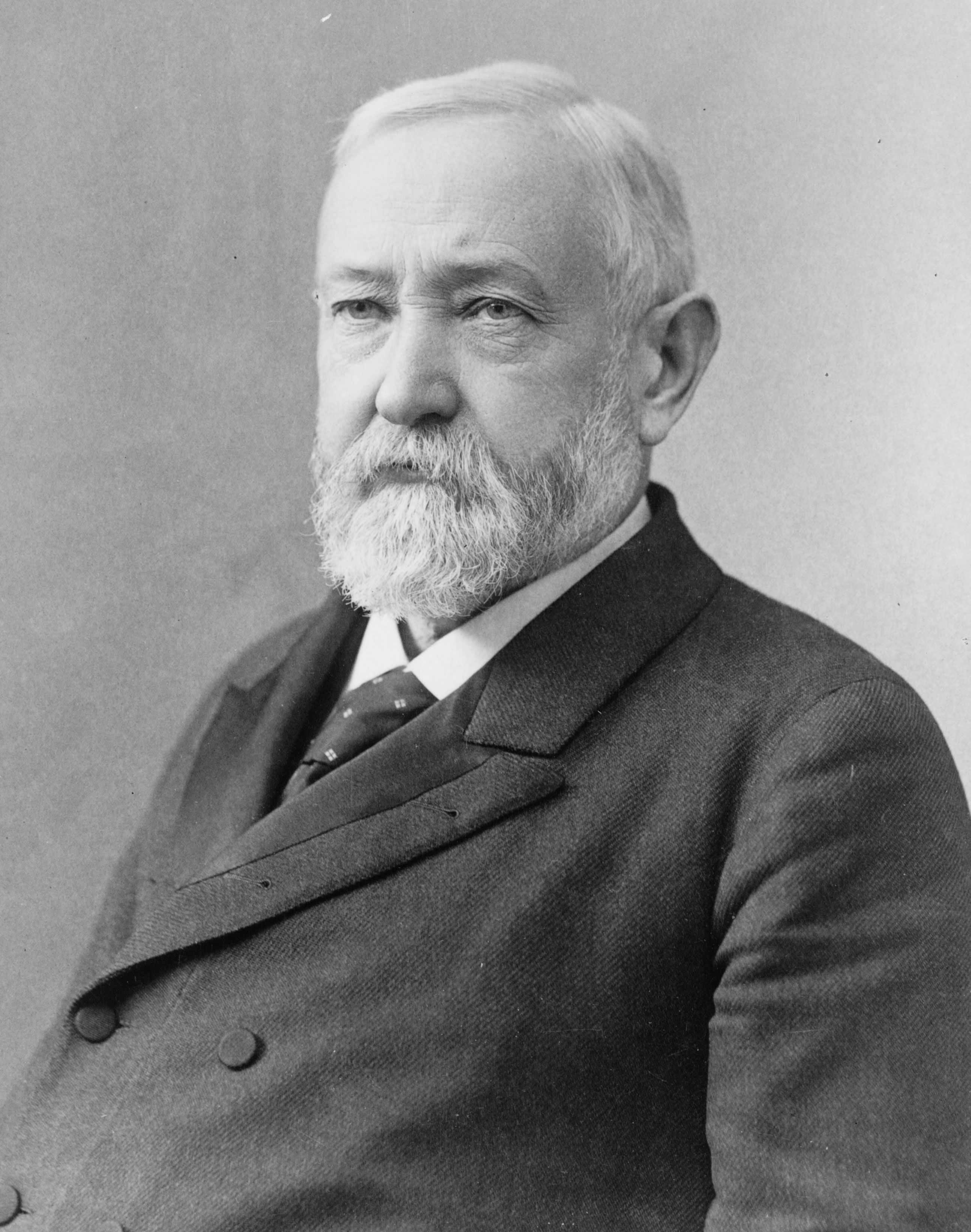
Benjamin Harrison
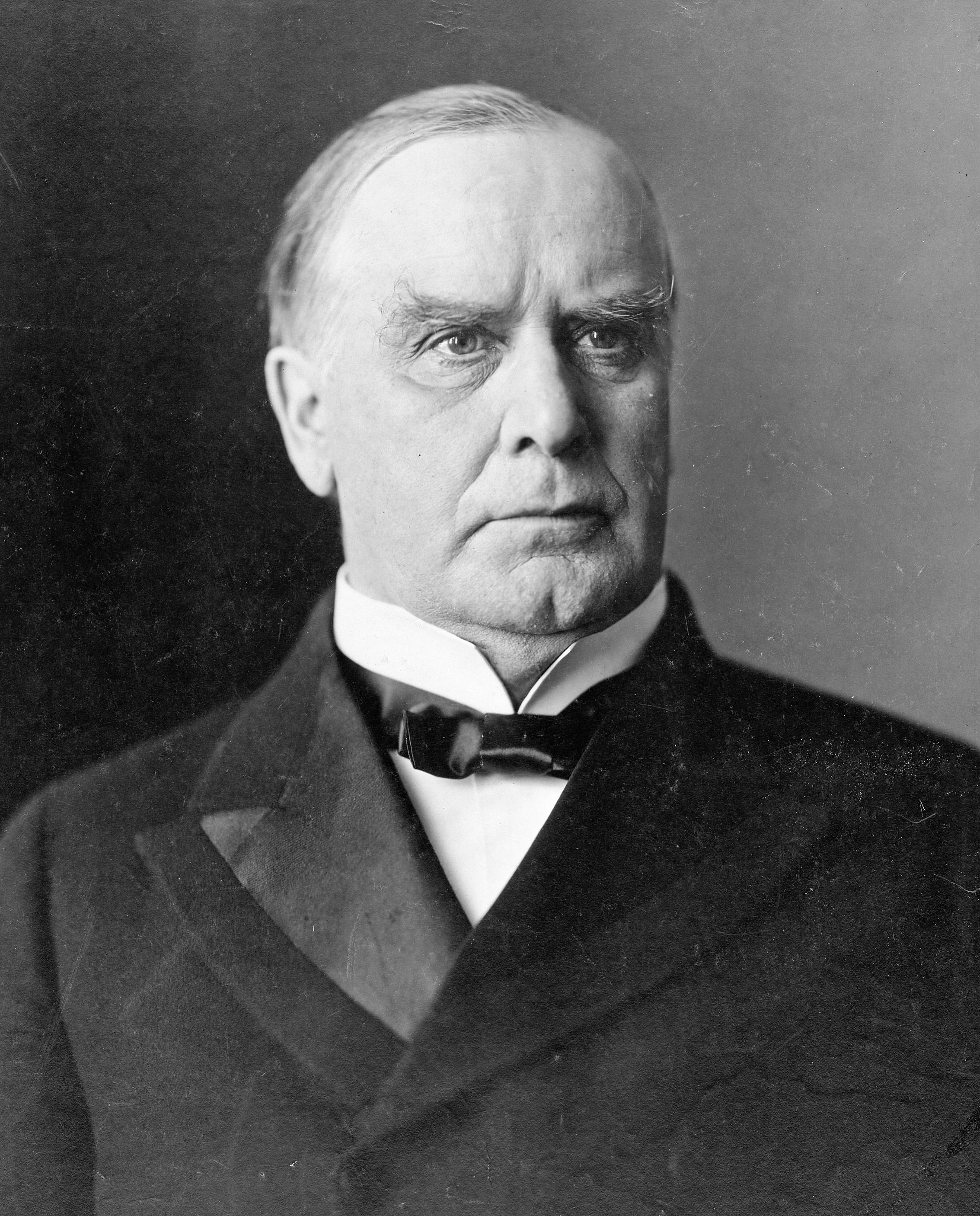
William McKinley
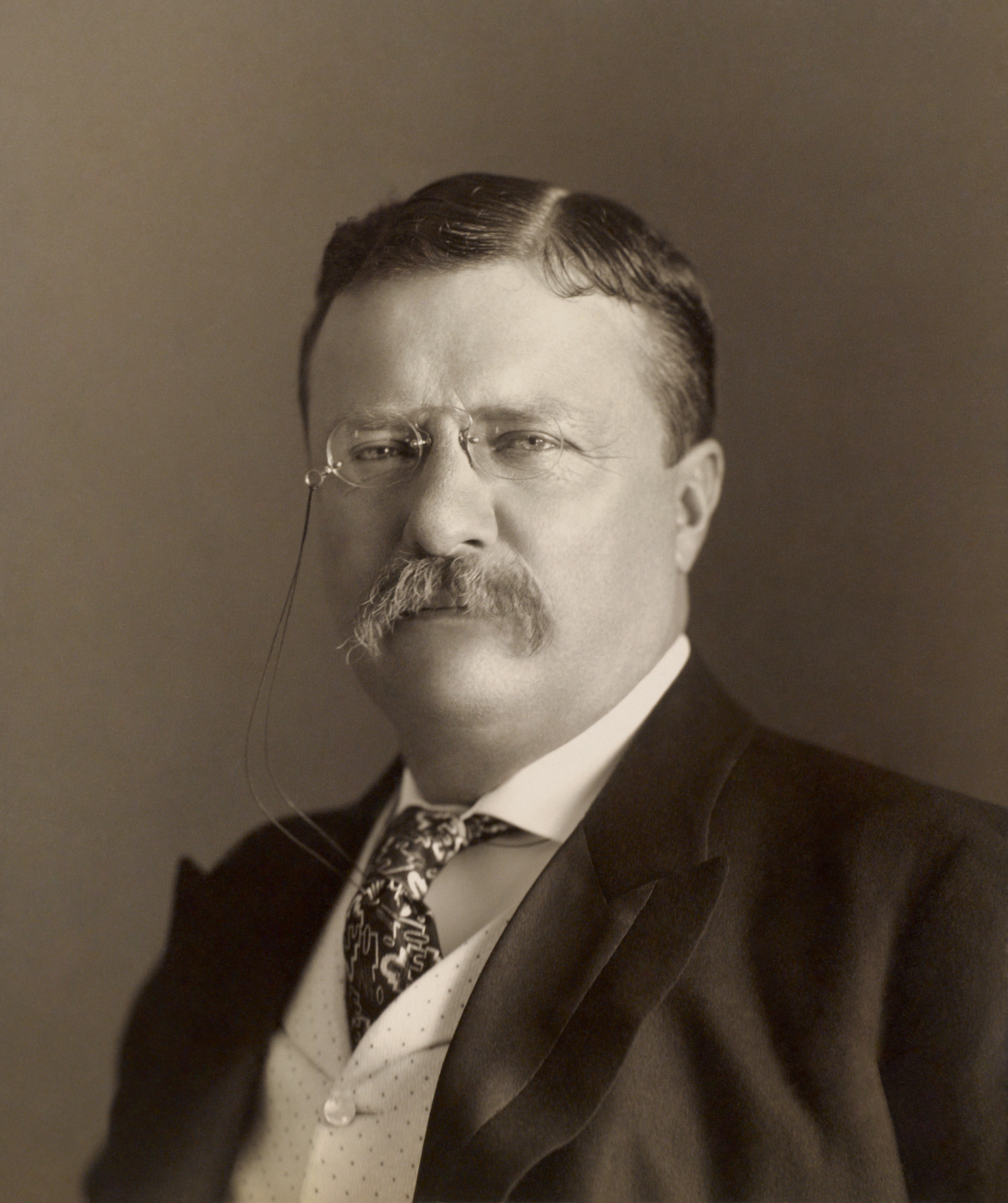
Theodore Roosevelt
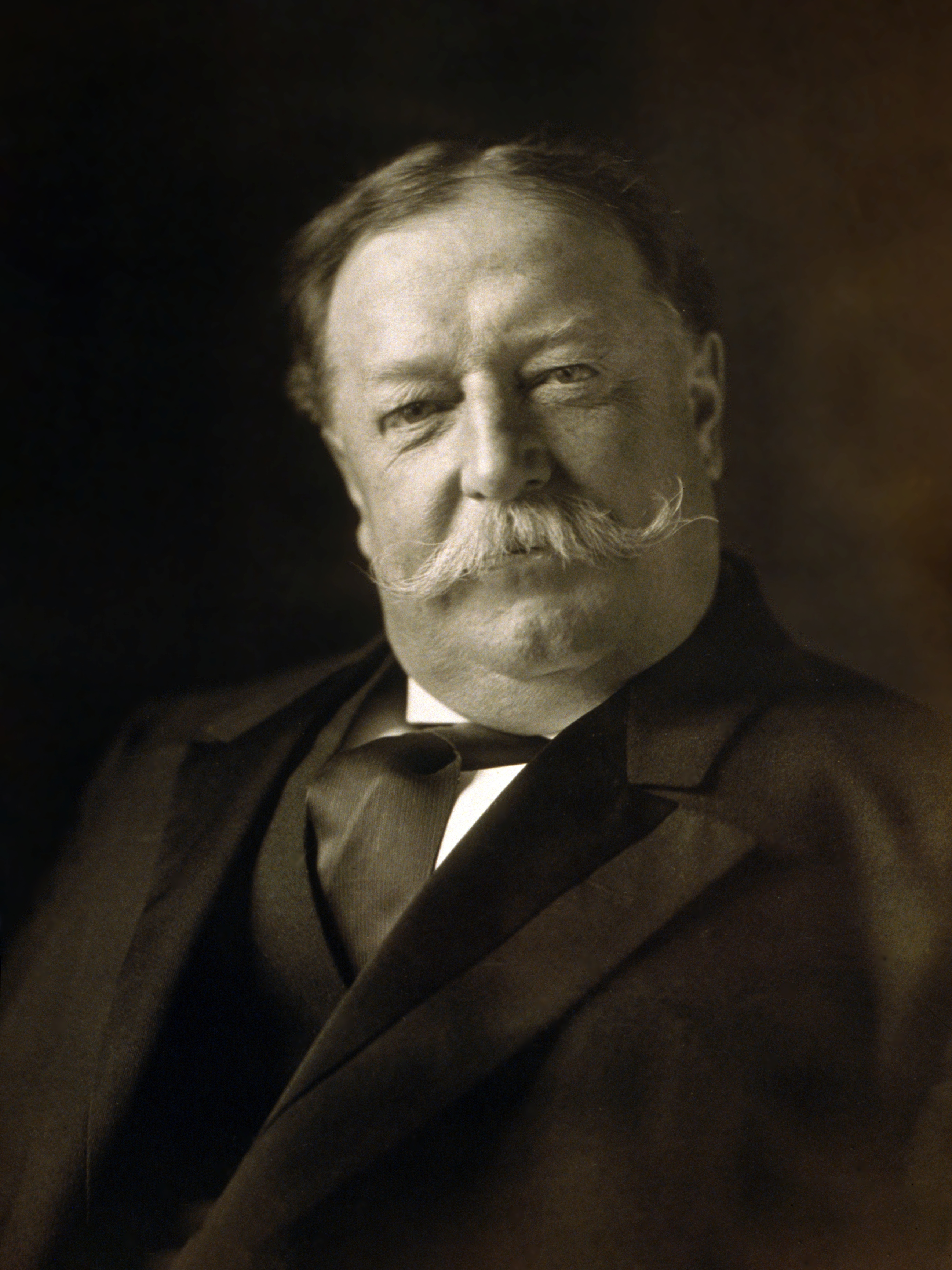
William Howard Taft
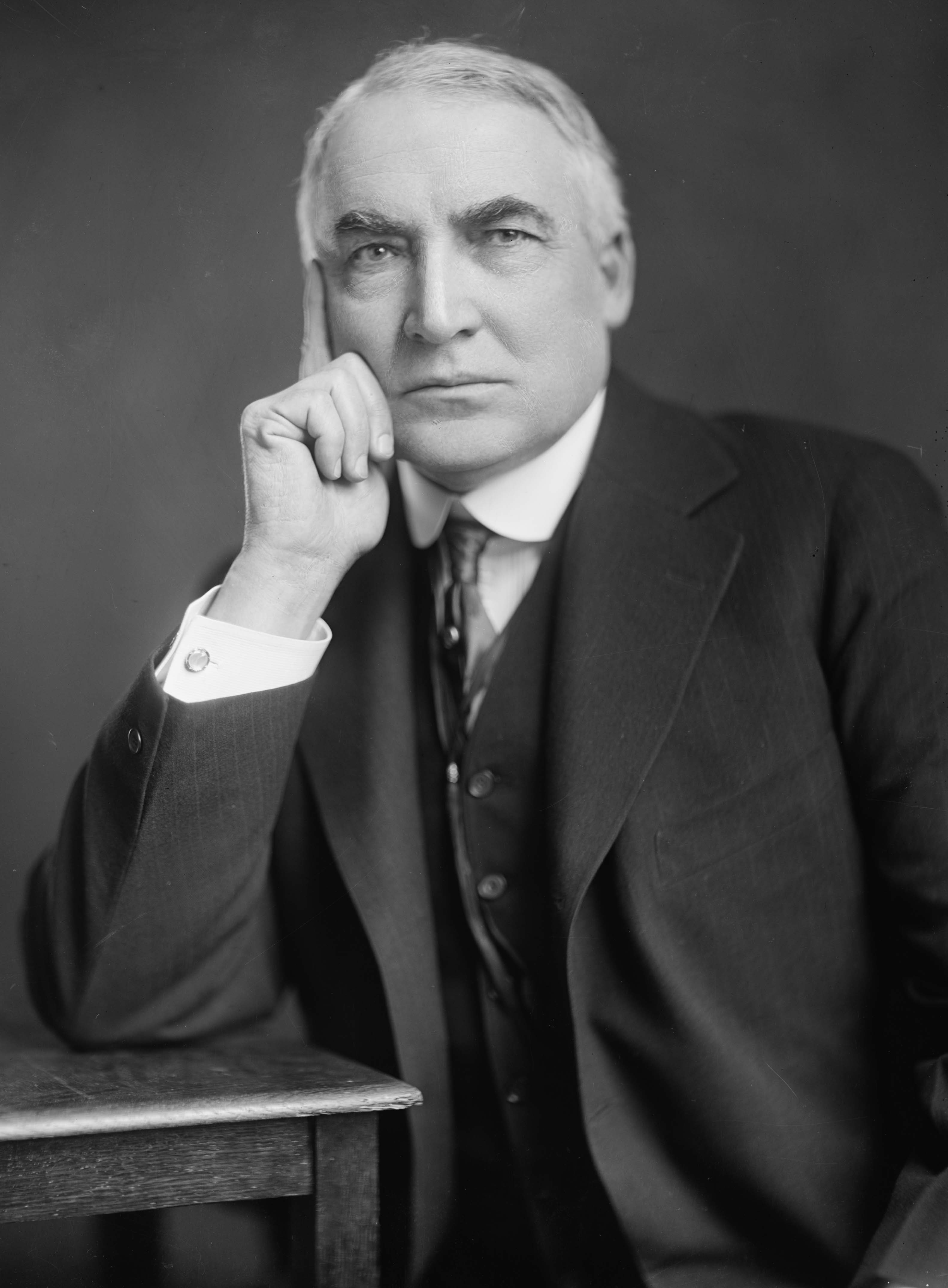
Warren Gamaliel Harding
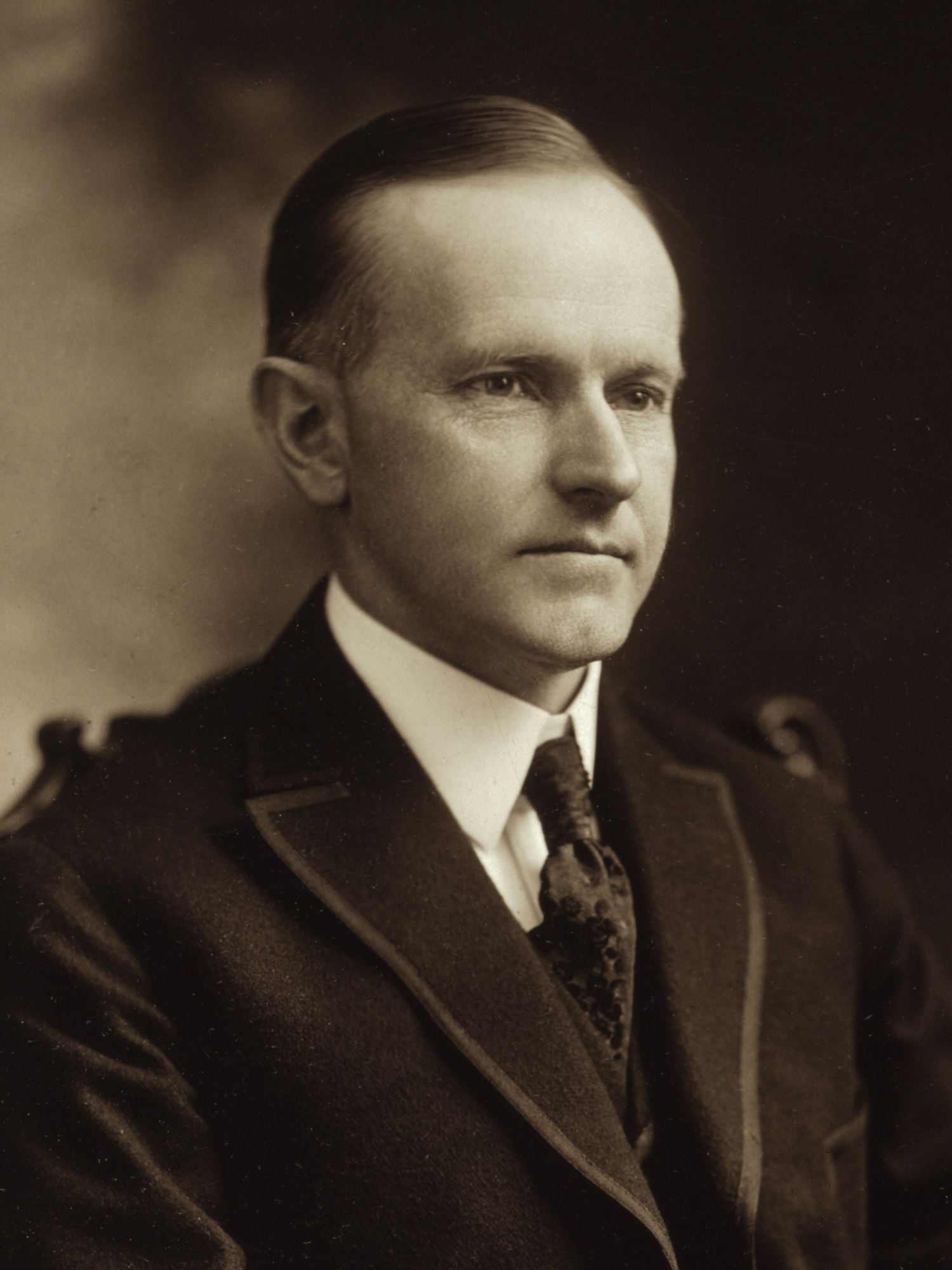
Calvin Coolidge
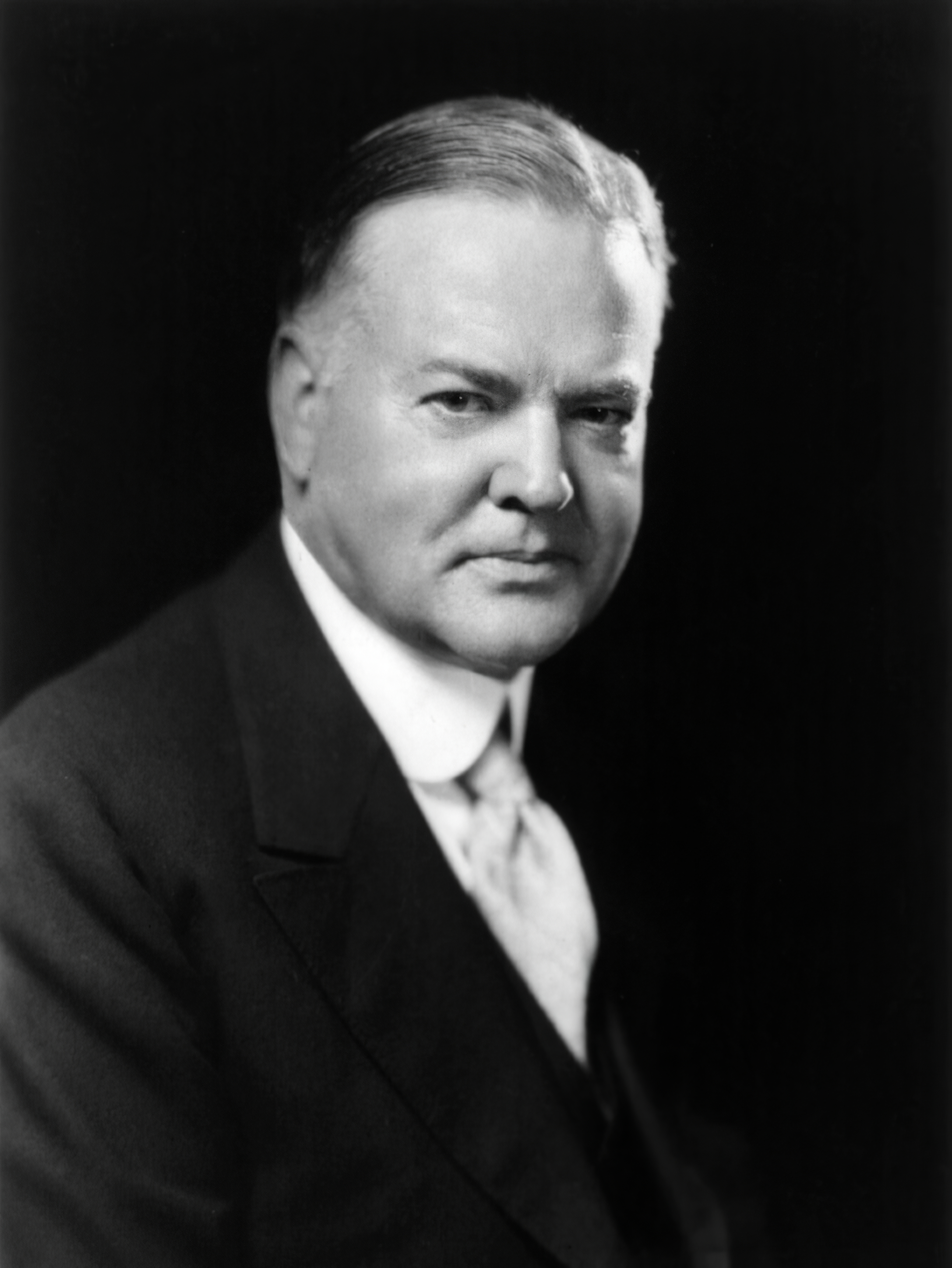
Herbert Hoover
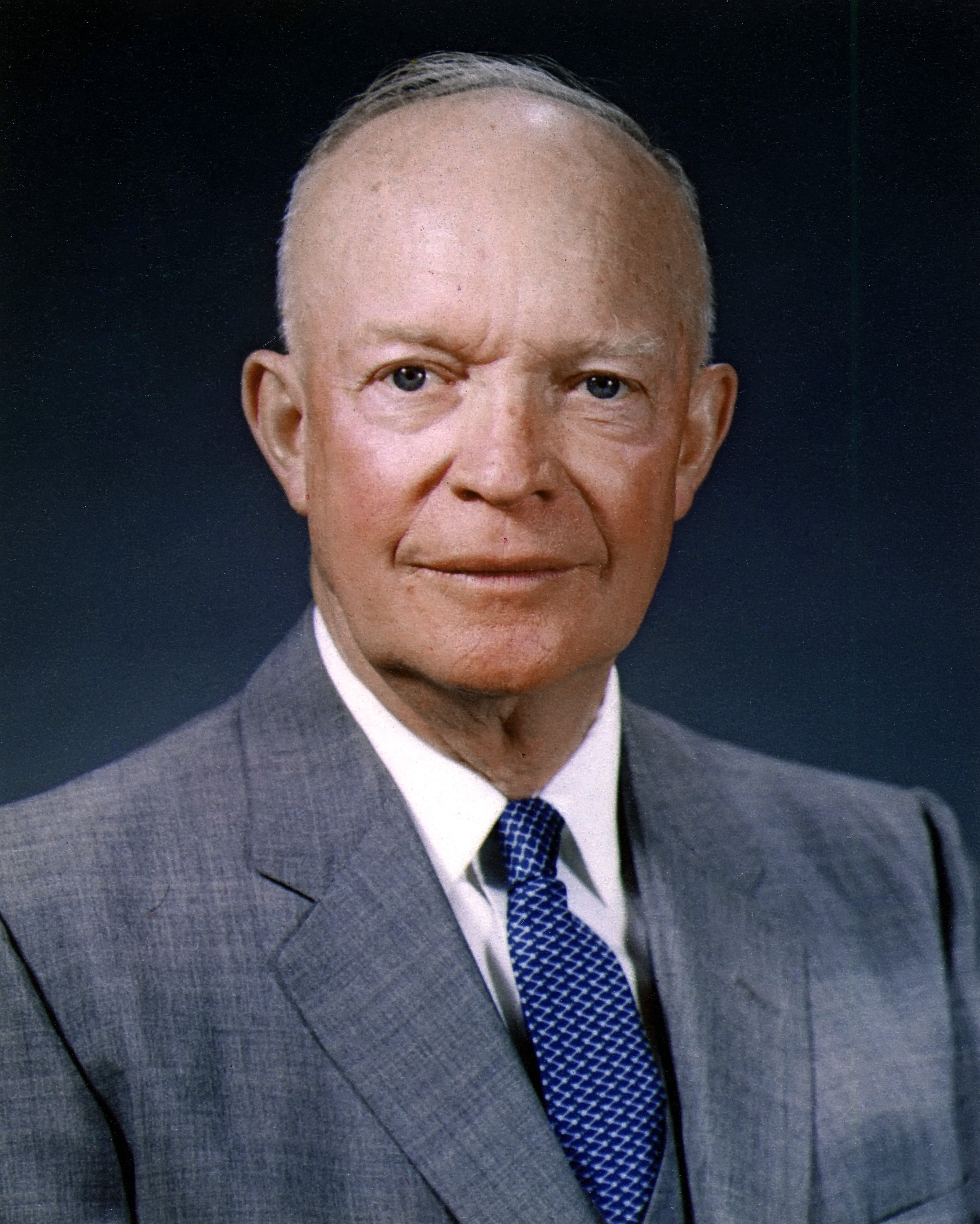
Dwight D. Eisenhower
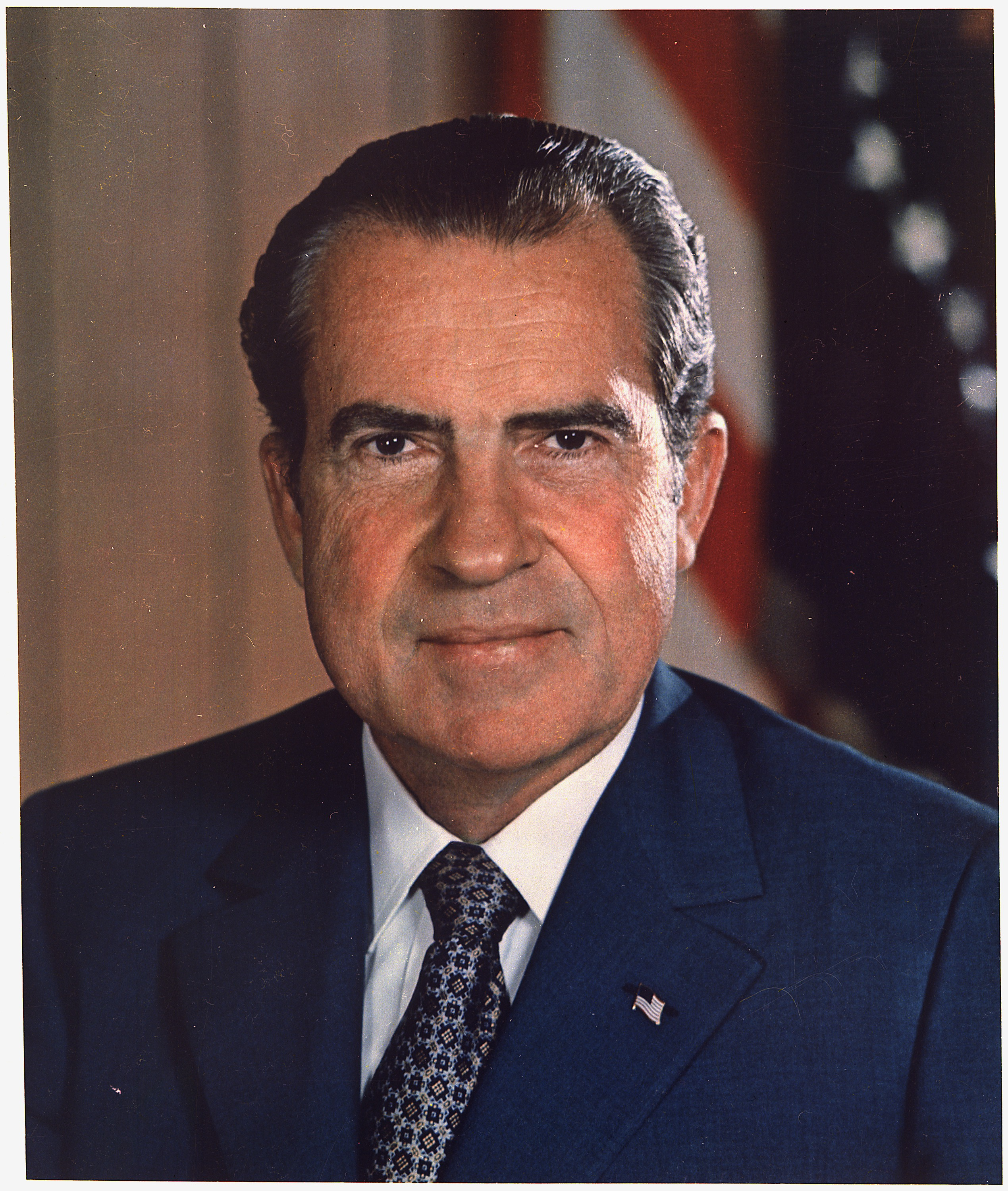
Richard Nixon
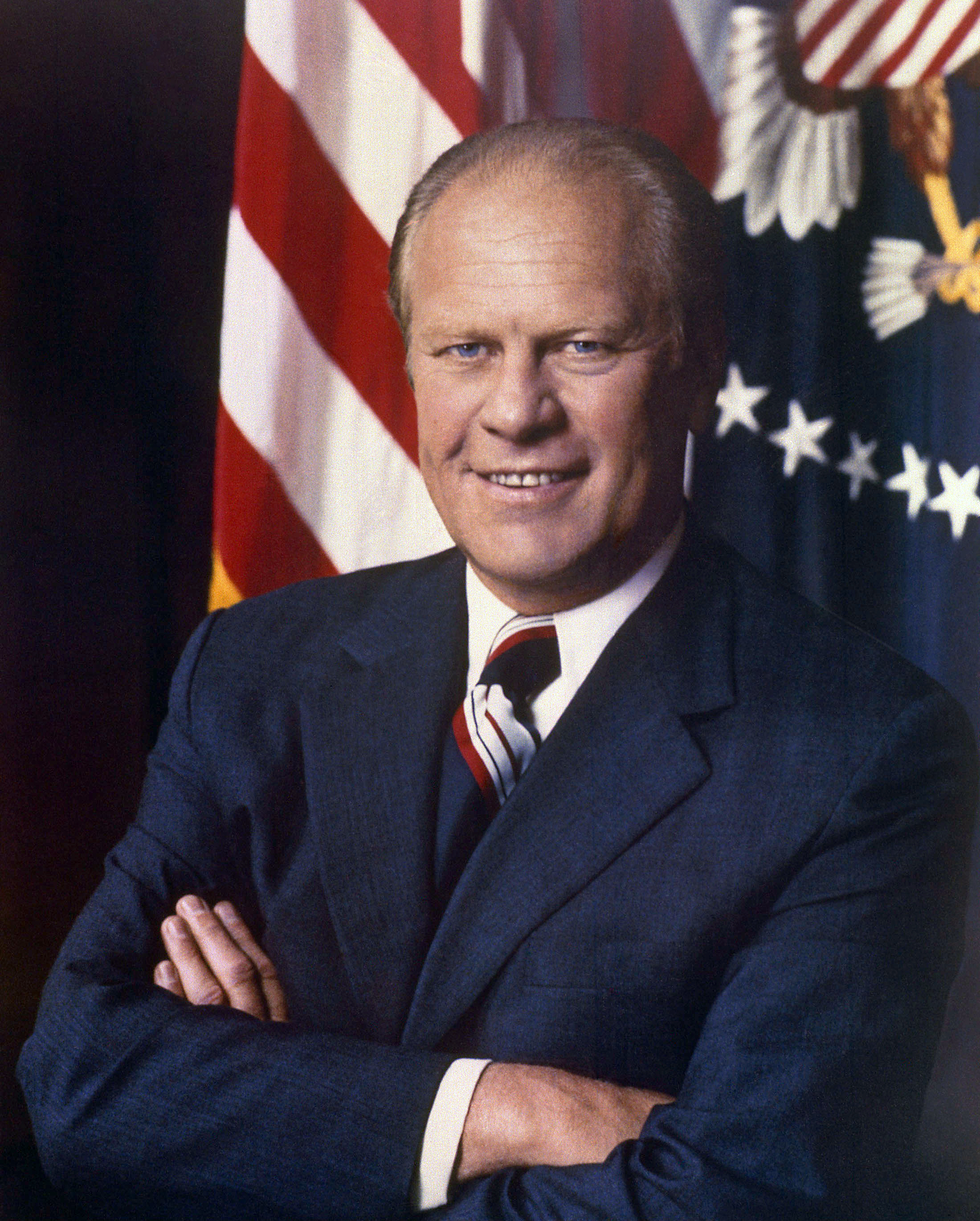
Gerald Ford
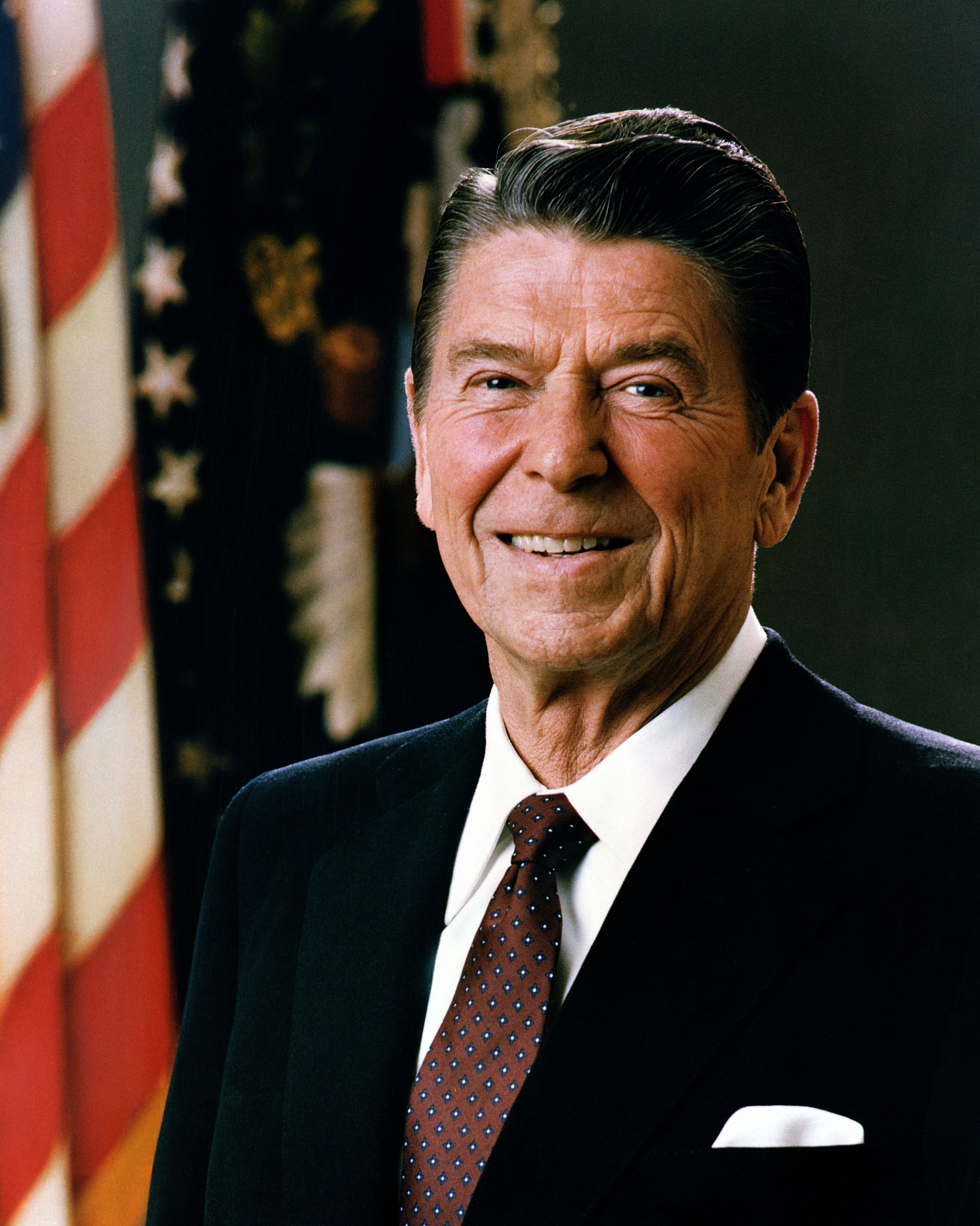
Ronald Reagan
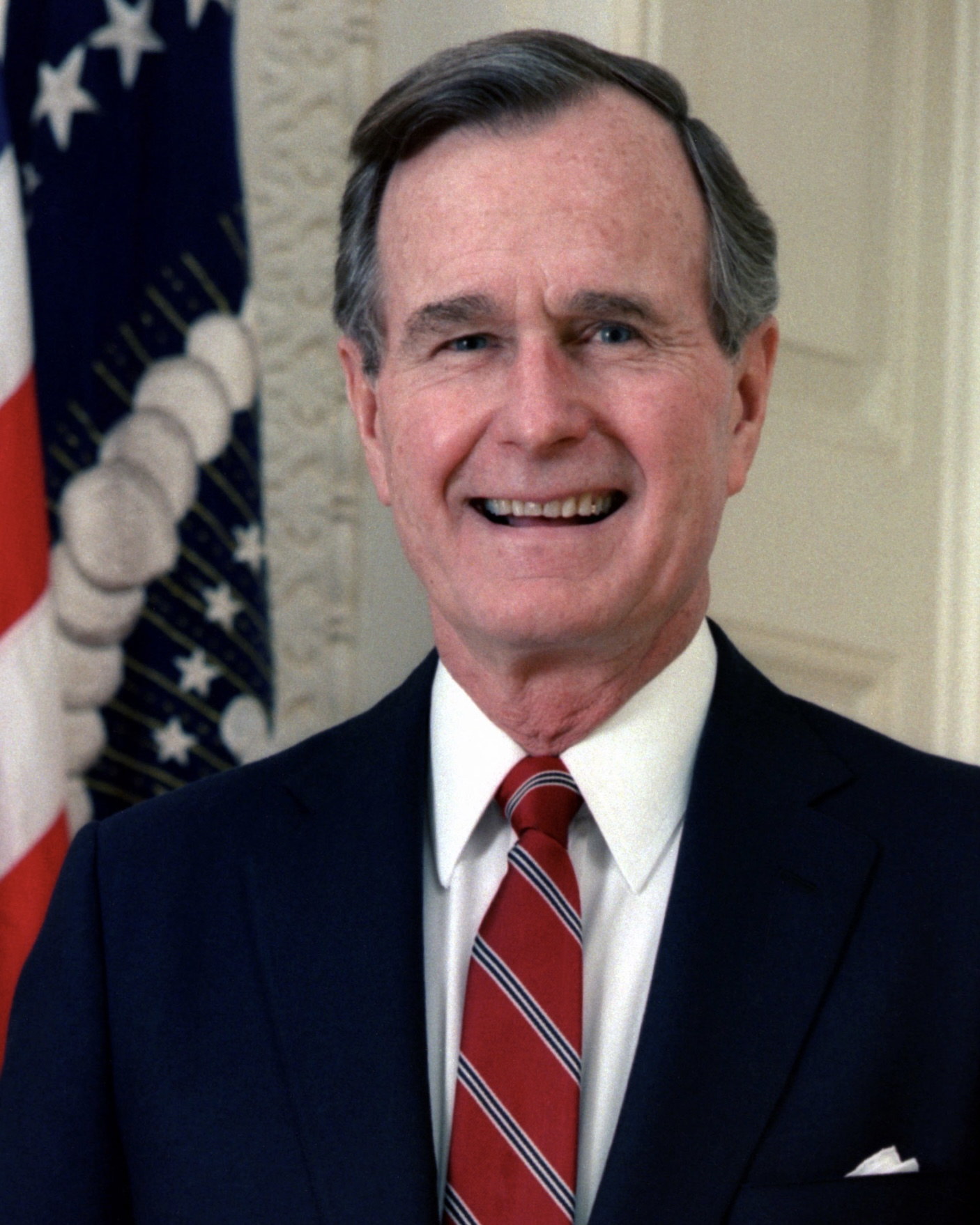
George H. W. Bush
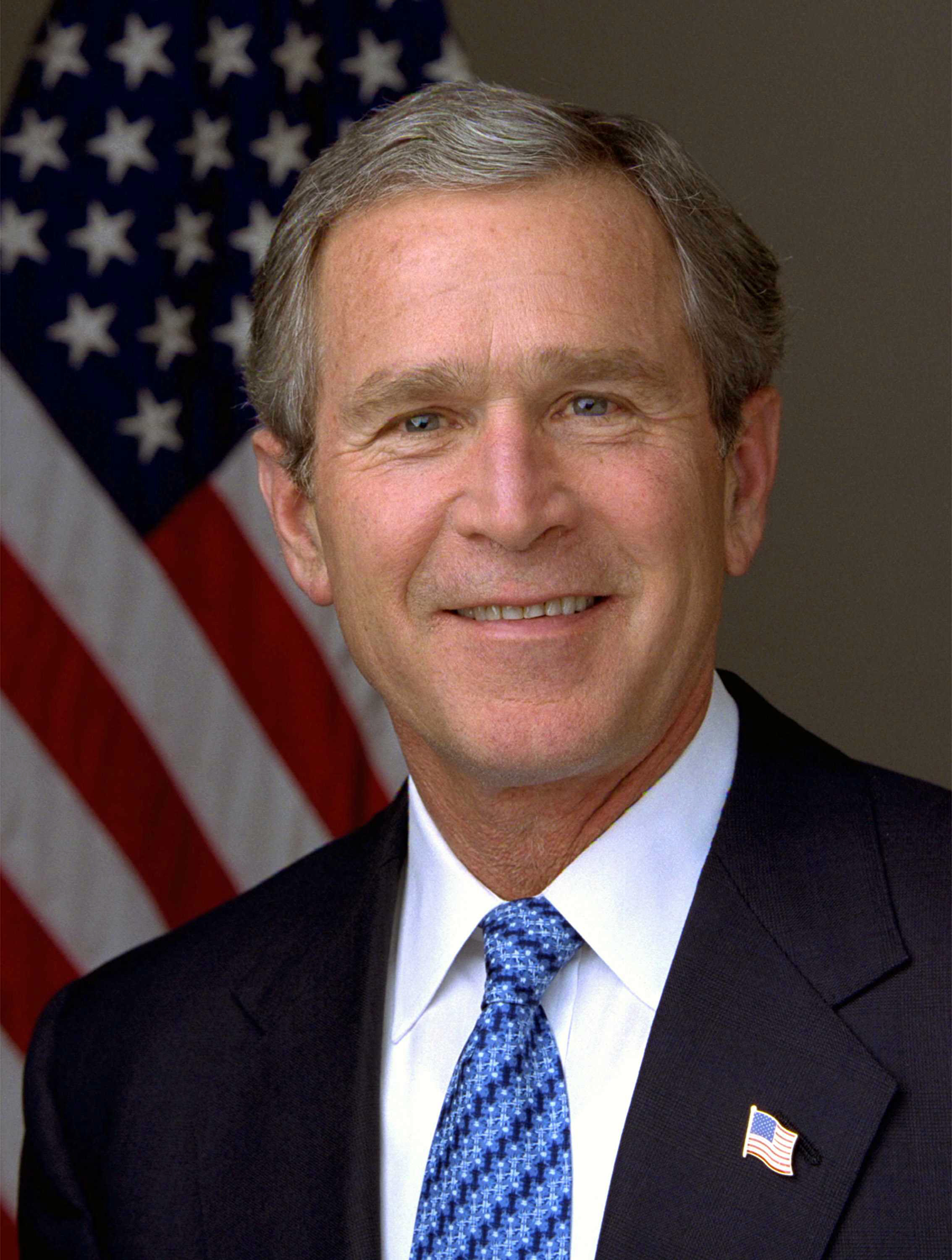
George W. Bush
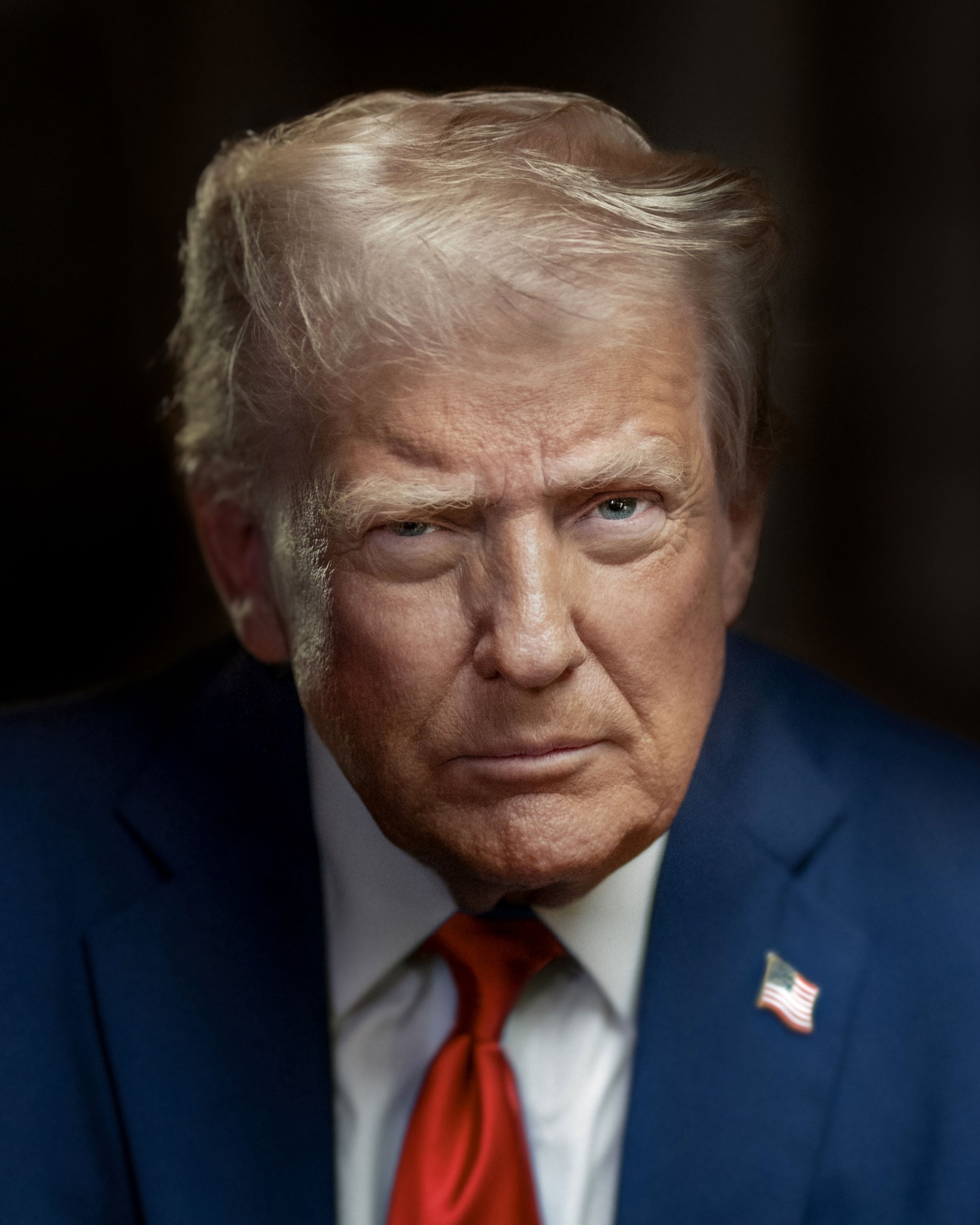
Donald Trump

## Simboli

Simbolo elettorale usato in passato
Simbolo ufficiale
Simbolo elettorale attualmente in uso

### Esplicative
1. ↑  Speaker della Camera dei Rappresentanti degli Stati Uniti d'America[1]
2. ↑  Leader della Maggioranza del Senato degli Stati Uniti d'America[2]
3. ↑  Leader della Maggioranza della Camera dei Rappresentanti degli Stati Uniti d'America[3]